# Azerbejdżan

Położenie Azerbejdżanu w Eurazji

Azerbejdżan, Republika Azerbejdżanu (azer. Azərbaycan, Azərbaycan Respublikası) – państwo położone na Kaukazie Południowym z wybrzeżem nad Morzem Kaspijskim. Graniczące z Rosją na północy, Gruzją na północnym zachodzie, Armenią na zachodzie, Iranem na południu oraz Turcją poprzez eksklawę – Nachiczewańską Republikę Autonomiczną. Eksklawa ta jest ograniczona przez Armenię na północy i wschodzie, Iran na południu i zachodzie oraz ma – biegnącą odcinkiem rzeki Araks – kilkunastokilometrową granicę z Turcją na północnym zachodzie.
W 1918 r. Demokratyczna Republika Azerbejdżanu po ogłoszeniu swojej niepodległości stała się pierwszym demokratycznym państwem muzułmańskim. W 1920 r. kraj został włączony do Związku Radzieckiego jako część Zakaukaskiej Federacyjnej Socjalistycznej Republiki Radzieckiej. Dopiero 5 grudnia 1936 r. utworzono oddzielną Azerbejdżańską Socjalistyczną Republikę Radziecką.
Współczesna Republika Azerbejdżanu ogłosiła niepodległość 30 sierpnia 1991 r., na krótko przed rozpadem ZSRR w tym samym roku. We wrześniu 1991 r. większość zamieszkanej przez Ormian części spornego regionu Górskiego Karabachu odłączyła się. Terytorium to i siedem sąsiednich rejonów poza nim stały się de facto niezależne po zakończeniu wojny o Górski Karabach w 1994 r. W 2020 r. Azerbejdżan odzyskał kontrolę nad rejonami wokół Karabachu okupowanymi przez Armenię, a w 2023 r. – nad samym Karabachem, którego niemal cała populacja wyjechała do Armenii (Republika Górskiego Karabachu została oficjalnie rozwiązana z dniem 1 stycznia 2024 r.)
Azerbejdżan jest jednolitą republiką półprezydencką. Jest jednym z sześciu niezależnych państw tureckich, aktywnym członkiem Organizacji Państw Turkijskich i społeczności Türksoy. Azerbejdżan utrzymuje stosunki dyplomatyczne ze 158 państwami i posiada członkostwo w 38 organizacjach międzynarodowych, w tym w Organizacji Narodów Zjednoczonych (od 1992 r.), Radzie Europy, Ruchu Nie wyrównanym, OBWE i programie NATO Partnerstwa dla Pokoju (PdP). Jest jednym z członków założycieli GUAM, Wspólnoty Niepodległych Państw i Organizacji ds. Zakazu Broni Chemicznej. Azerbejdżan posiada również status obserwatora w Światowej Organizacji Handlu.
Konstytucja Azerbejdżanu nie deklaruje oficjalnej religii państwowej, a wszystkie główne siły polityczne w kraju są świeckie, jednak 89% ludności to szyiccy muzułmanie. Azerbejdżan ma wysoki poziom rozwoju społecznego, który plasuje go na równi z większością państw Europy Wschodniej. Ma wysoki wskaźnik rozwoju gospodarczego i umiejętności czytania, a także niską stopę bezrobocia. Jednak partia rządząca, Partia Nowego Azerbejdżanu, jest oskarżana o autorytaryzm i łamanie praw człowieka.

## Pochodzenie nazwy
Zgodnie z nowoczesną etymologią, termin „Azerbejdżan” wywodzi się od imienia Atropatesa, perskiego satrapy z imperium Achemenidów, który pod rządami Aleksandra Macedońskiego został przywrócony do władzy jako satrapa Medii. Oryginalna etymologia tego imienia ma swoje korzenie w dominującym niegdyś zaratusztrianizmie. W hymnie Frawardin Jaszt („Hymn do Aniołów Stróżów”) z Awesty znajduje się wzmianka o âterepâtahe ashaonô fravashîm ýazamaide, co oznacza „czcimy fravaszi świętego Atropatene”. Nazwa „Atropates” sama w sobie jest grecką transliteracją staroperskiej, prawdopodobnie mediańskiej nazwy o znaczeniu „Chroniony przez (Święty) Ogień” lub „Ziemia (Świętego) Ognia”. Greckie imię zostało wspomniane przez Diodora Sycylijskiego i Strabona. W ciągu tysiącleci nazwa ewoluowała do urturpātākān (średnioperski), następnie do Ādharbādhagāna, Ādharbāyagāna, Āzarbāydjāna (nowoperski) i współczesnej formy Azerbejdżan.
Nazwa Azerbejdżan została po raz pierwszy przyjęta na obszarze dzisiejszej Republiki Azerbejdżanu przez rząd Musawat w 1918 r., po upadku imperium rosyjskiego, kiedy powstała niezależna Azerbejdżańska Republika Demokratyczna. Do tego czasu oznaczenie to było używane wyłącznie do identyfikacji sąsiedniego regionu współczesnego północno-zachodniego Iranu, podczas gdy obszar Azerbejdżańskiej Republiki Demokratycznej był wcześniej nazywany Arran i Szyrwan. Na tej podstawie Iran zaprotestował przeciwko nowo przyjętej nazwie państwa.

## Geografia

Mapa klimatyczna Azerbejdżanu (klasyfikacja klimatów Köppena)

Geograficznie Azerbejdżan znajduje się w regionie Kaukazu Południowego w Eurazji, pomiędzy Azją Zachodnią i Europą Wschodnią. Leży między 38° a 42° szerokości geograficznej północnej i 44° i 51° długości geograficznej wschodniej. Całkowita długość granic lądowych Azerbejdżanu wynosi 2648 km, z czego 1007 kilometrów z Armenią, 756 kilometrów z Iranem, 480 kilometrów z Gruzją, 390 km z Rosją i 15 km z Turcją. Linia brzegowa rozciąga się na 800 km, a długość najszerszego obszaru azerbejdżańskiego odcinka Morza Kaspijskiego wynosi 456 km. Terytorium Azerbejdżanu rozciąga się 400 km z północy na południe i 500 km z zachodu na wschód.
Dominują trzy cechy fizyczne Azerbejdżanu: Morze Kaspijskie, którego linia brzegowa tworzy naturalną granicę na wschodzie; pasmo górskie Wielkiego Kaukazu na północy; i rozległe równiny w centrum kraju. Istnieją również trzy pasma górskie, Kaukaz Wielki i Mały oraz Góry Talysh, obejmujące łącznie około 40% powierzchni kraju. Najwyższym szczytem Azerbejdżanu jest Bazardüzü (4466 m), a najniższy punkt leży nad Morzem Kaspijskim (−28 m). Prawie połowa wszystkich wulkanów błotnych na Ziemi koncentruje się w Azerbejdżanie, te wulkany znalazły się również wśród nominowanych do New7Wonders of Nature.
Głównymi źródłami wody są wody powierzchniowe. Jednak tylko 24 z 8350 rzek ma długość większą niż 100 km. Wszystkie rzeki spływają do Morza Kaspijskiego na wschodzie kraju. Największym jeziorem jest Sarysu (67 km²), a najdłuższą rzeką Kur (1,515 km), która jest transgraniczna z Armenią. Cztery główne wyspy Azerbejdżanu na Morzu Kaspijskim mają łączną powierzchnię ponad trzydziestu kilometrów kwadratowych.
Od czasu niepodległości Azerbejdżanu w 1991 r. rząd Azerbejdżanu podjął środki w celu ochrony środowiska Azerbejdżanu. Krajowa ochrona środowiska przyspieszyła po 2001 r., kiedy budżet państwa wzrósł dzięki nowym dochodom z rurociągu Baku-Tbilisi-Ceyhan. W ciągu czterech lat obszary chronione podwoiły się i obecnie stanowią osiem procent terytorium kraju. Od 2001 r. rząd ustanowił siedem dużych rezerw i prawie podwoił sektor budżetu przeznaczonego na ochronę środowiska.

### Krajobraz

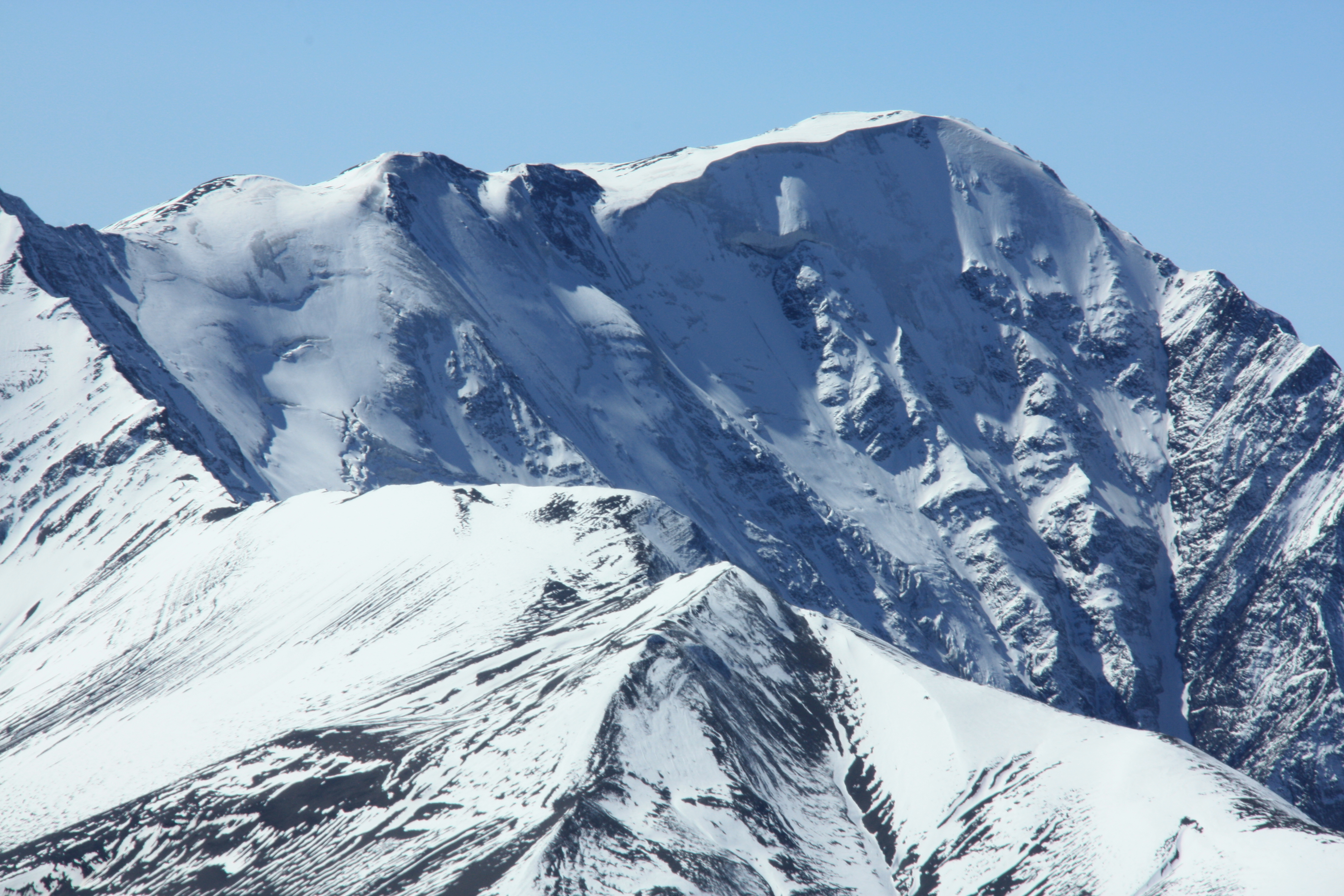
Bazardüzü, najwyższy szczyt Azerbejdżanu, widziany z Góry Shahdagh

Azerbejdżan jest domem dla wielu różnych krajobrazów. Ponad połowa masy lądowej Azerbejdżanu składa się z górskich grzbietów i płaskowyżów, które wznoszą się do poziomu hipsometrycznego 400–1000 metrów (w tym niziny środkowe i dolne), w niektórych miejscach (Talis, Jeyranchol-Ajinohur i Langabiz-Alat foreranges) do 100–120 metrów, a inne od 0–50 metrów w górę (Qobustan, półwysep Apszeroński). Reszta terytorium Azerbejdżanu składa się z równin i nizin. Znaki hypsometryczne w regionie Kaukazu wahają się od około 28 m p.p.m. na linii brzegowej Morza Kaspijskiego do 4466 m n.p.m. (Bazardüzü).
Na kształtowanie się klimatu w Azerbejdżanie mają wpływ przede wszystkim zimne masy powietrza arktycznego skandynawskiego antycyklonu, umiarkowane masy powietrza antycyklonu syberyjskiego i antycyklonu środkowoazjatyckiego. Zróżnicowany krajobraz Azerbejdżanu wpływa na sposób, w jaki masy powietrza wpływają do kraju. Wielki Kaukaz chroni kraj przed bezpośrednim wpływem zimnych mas powietrza pochodzących z północy. Prowadzi to do powstawania subtropikalnego klimatu na większości pogórzy i równin kraju. Tymczasem równiny i podgórza charakteryzują się wysokim współczynnikiem promieniowania słonecznego.
9 z 11 istniejących stref klimatycznych jest obecnych w Azerbejdżanie. Zarówno absolutna minimalna temperatura (−33 °C), jak i absolutna maksymalna temperatura (46 °C) zostały zaobserwowane w Julfa i Ordubad – regionach Autonomicznej Republiki Nachiczewańskiej. Maksymalne opady roczne przypadają na Lankaran (1600 do 1800 mm lub 63 do 71 cali), natomiast minimalne na Absheron (200 do 350 mm lub 7,9 do 13,8 cala).

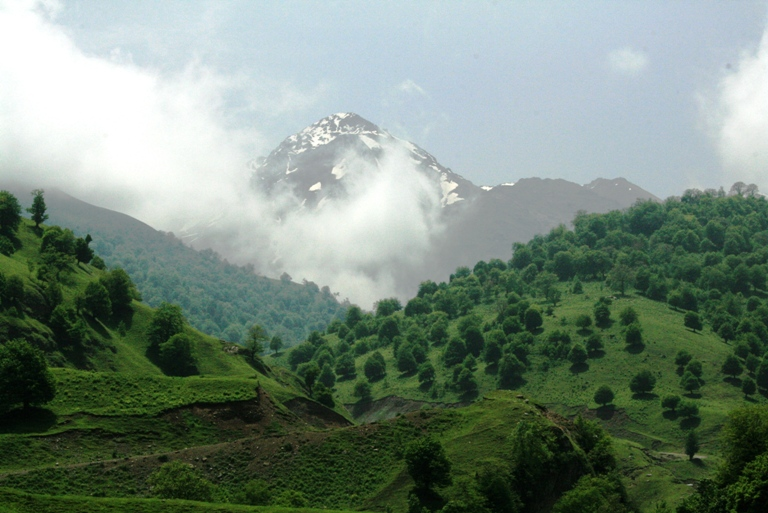
Murovdag, najwyższe pasmo górskie w Małym Kaukazie

Rzeki i jeziora stanowią główną część systemów wodnych Azerbejdżanu, powstały w długim okresie geologicznym i ulegały znacznym zmianom w tym okresie. Świadczą o tym zwłaszcza pozostałości starożytnych rzek znalezionych w całym kraju. Systemy wodne kraju nieustannie się zmieniają pod wpływem sił naturalnych i wprowadzanych przez ludzi działań przemysłowych. Sztuczne rzeki (kanały) i stawy są częścią systemów wodnych Azerbejdżanu. Jeśli chodzi o zaopatrzenie w wodę, Azerbejdżan jest poniżej średniej na świecie z około 100 000 metrów sześciennych wody rocznie na kilometr kwadratowy. Wszystkie duże zbiorniki wodne są zbudowane na Kur. Hydrografia Azerbejdżanu zasadniczo należy do basenu Morza Kaspijskiego.
W Azerbejdżanie jest 8350 rzek o różnej długości. Tylko 24 rzeki mają ponad 100 kilometrów długości. Kura i Aras są głównymi rzekami Azerbejdżanu, biegną przez Nizinę Kura-Aras. Rzeki, które bezpośrednio wpływają do Morza Kaspijskiego, pochodzą głównie z północno-wschodniego zbocza Major Kaukazu i Gór Talyskich i biegną wzdłuż nizin Samur-Devechi i Lankaran.

### Różnorodność biologiczna

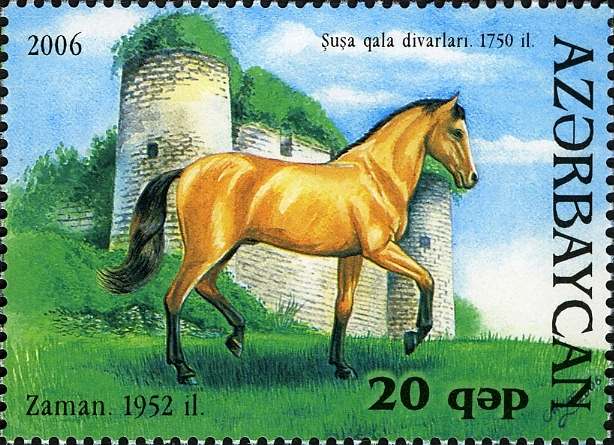
Narodowe zwierzę Azerbejdżanu – koń karabachski na znaczkach

Pierwsze doniesienia na temat bogactwa i różnorodności życia zwierząt w Azerbejdżanie można znaleźć w notatkach podróżnych z Europy Wschodniej. Rzeźby zwierząt na zabytkach architektury, starożytnych skałach i kamieniach przetrwały do naszych czasów. Pierwsze informacje o florze i faunie Azerbejdżanu zebrano podczas wizyt przyrodników w Azerbejdżanie w XVII wieku.
Istnieje 106 gatunków ssaków, 97 gatunków ryb, 363 gatunki ptaków, 10 gatunków płazów i 52 gatunki gadów, które zostały zarejestrowane i sklasyfikowane w Azerbejdżanie. Narodowym zwierzęciem Azerbejdżanu jest koń Karabach, gatunek endemiczny dla Azerbejdżanu. Cechy Konia Karabachu to: spokojny temperamentu, szybkość, elegancja i inteligencja. Jest to jedna z najstarszych ras, których pochodzenie datuje się na czasy starożytne. Dzisiaj koń jest gatunkiem zagrożonym.
Flora Azerbejdżanu składa się z ponad 4500 gatunków roślin wyższych. Ze względu na wyjątkowy klimat w Azerbejdżanie flora jest znacznie bogatsza pod względem liczby gatunków niż flora innych republik Kaukazu Południowego. Około 67 procent gatunków rosnących na całym Kaukazie można znaleźć w Azerbejdżanie.

## Historia

Godło Azerbejdżańskiej SRR

Pierwszym królestwem, które pojawiło się na omawianym terenie, było królestwo Manna – ok. IX w. p.n.e. Przetrwało ono do początku VII w. p.n.e., później zaś weszło w skład państwa Medów.
Islam na terenie dzisiejszego Azerbejdżanu rozprzestrzenił się gwałtownie po jego podboju przez Arabów w VII-VIII w. Po upadku władzy arabskiej powstało kilka częściowo niepodległych państewek. W XI w. nastąpiło podbicie regionu przez Turków Seldżuckich – zdominowali oni Azerbejdżan i stali się przodkami dzisiejszych Azerbejdżan. W latach trzydziestych XIII wieku Azerbejdżan podbili Mongołowie i był on następnie głównym ośrodkiem władzy Ilchanidów.

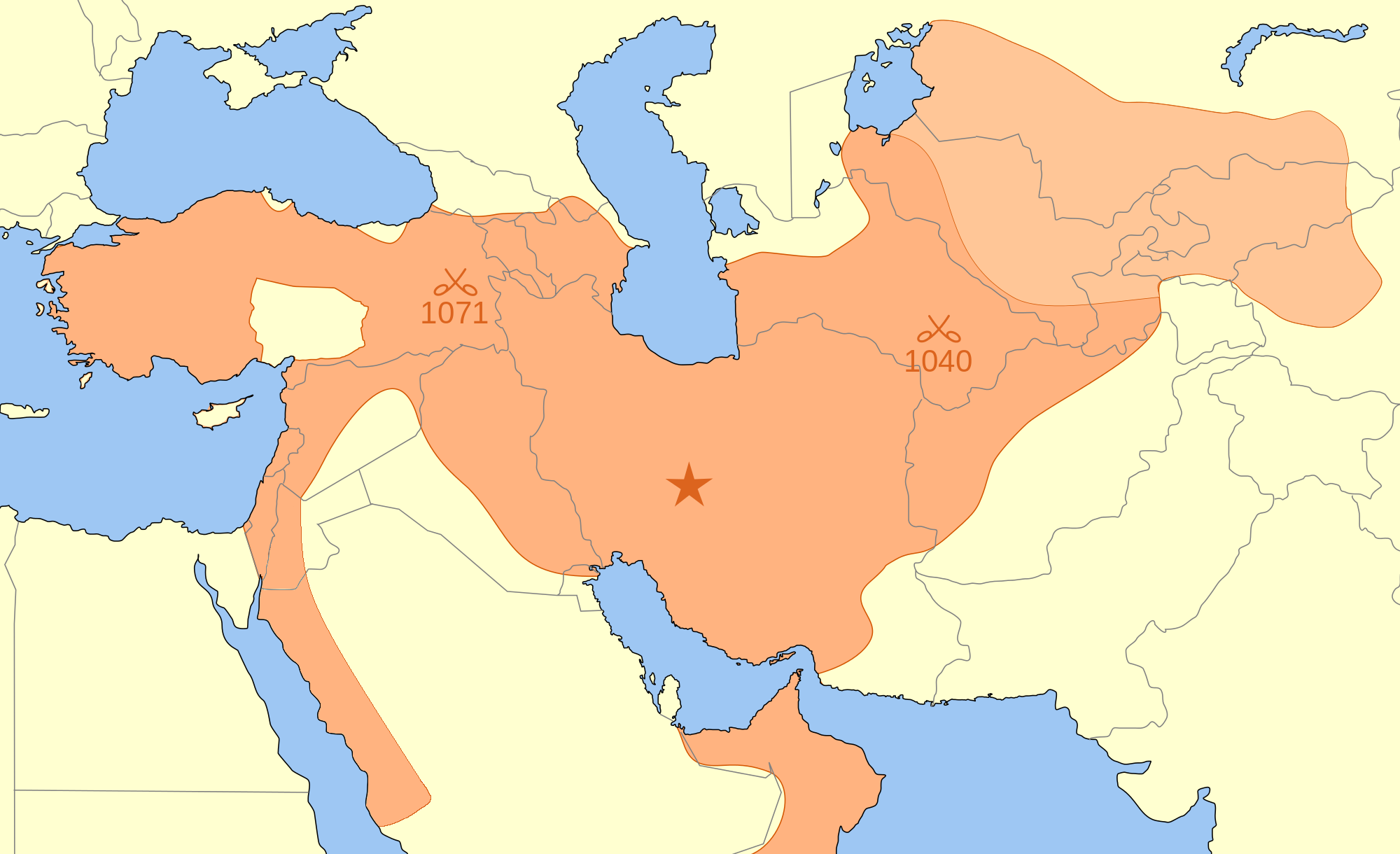
Granica imperium seldżuckiego 1092

Włączenie Azerbejdżanu do Wielkiego Imperium Seldżuckiego w XI wieku odgrywa ważną rolę w kształtowaniu narodu azerbejdżańskiego. Formowanie się narodu azerbejdżańskiego kończy się w XIII wieku.

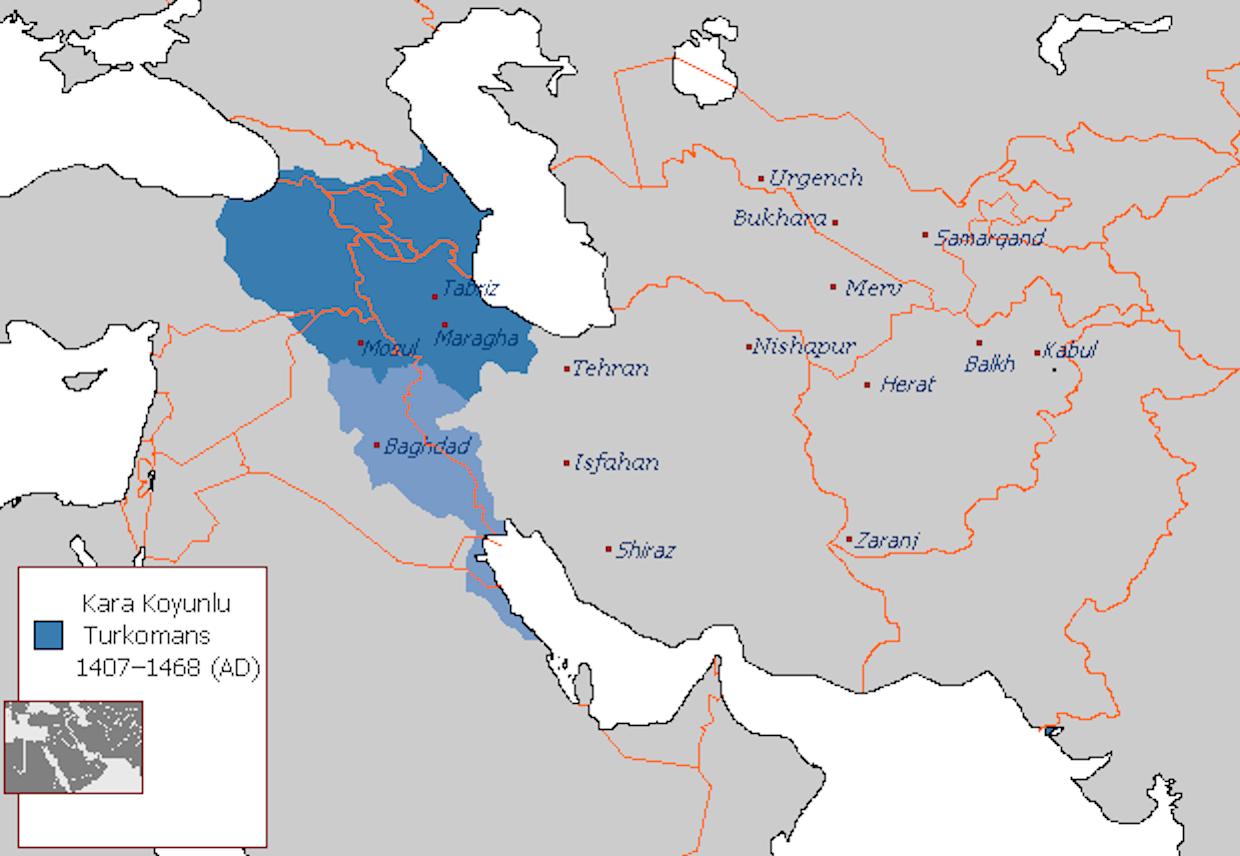
Qara Qoyunlu (1407–1468).

Na początku XI wieku region ten był stopniowo najeżdżany przez fale Turków Oghuz z Azji Środkowej, którzy w tym czasie przyjęli turkmeńską nazwę etniczną. Pierwszą z tych tureckich dynastii było imperium seldżuckie, które wkroczyło do Azerbejdżanu w 1067 r.

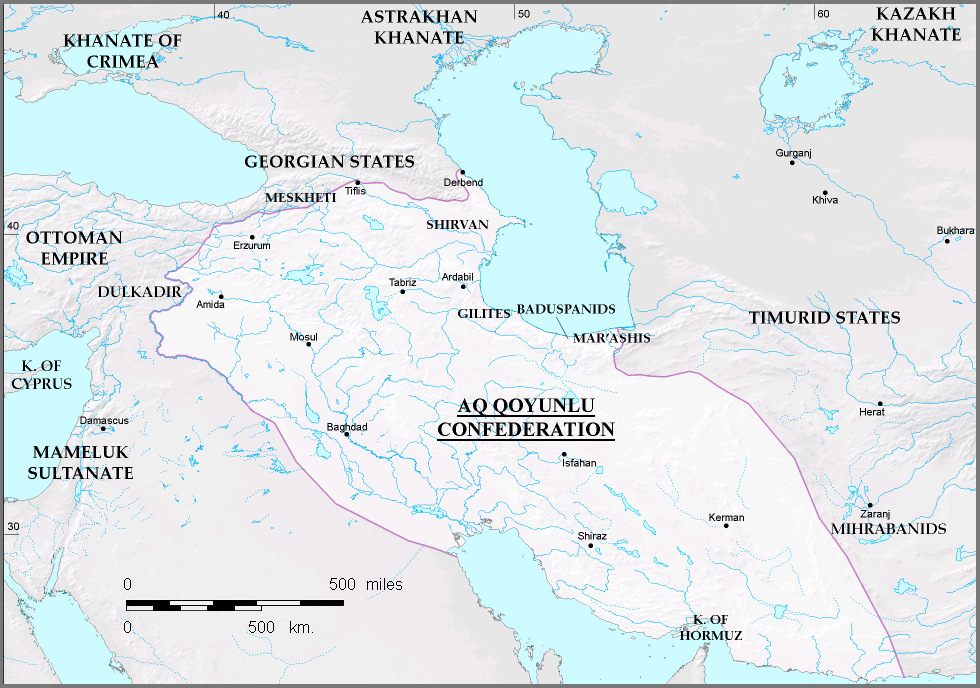
Mapa polityczna Konfederacji Aq Qoyunlu w języku angielskim, rok śmierci Uzuna Hasana, 1478

Po śmierci Timura w regionie powstały dwa niezależne i rywalizujące ze sobą państwa tureckie: Qara Qoyunlu i Aq Qoyunlu. Aq Qoyunlu i Qara Qoyunlu składały się głównie z plemion tureckich mówiących po azersku i miały dwupaństwową strukturę konfederacką, co wzmocniło ich samorządy lokalne. Niektórzy historycy uważają, że są to współcześni Azerbejdżanie.
Azerbejdżan od XV do XVIII w. był częścią Iranu znajdującego się wówczas pod rządami Safawidów.
Po rozpadzie imperium Afshar w 1747 r. w Azerbejdżanie i irańskim Azerbejdżanie powstały chanaty (królestwa) pochodzenia azerbejdżańskiego. okres ten jest uważany za okres feudalnej fragmentacji Azerbejdżanu. Tym samym rozpoczął się półwieczny okres niepodległości Azerbejdżanu, choć w warunkach głębokiej dezintegracji politycznej i wojny domowej.

Po wojnach rosyjsko-perskich w latach 1804–1813 i 1826–1828 Qajar Iran został zmuszony do oddania swoich kaukaskich terytoriów Imperium Rosyjskiemu; traktaty z Gulistanu z 1813 r. i Turkmenczaju z 1828 r. określają granicę między carską Rosją a Kadżarem należącym do Iranu. 
Od 1872 w Baku na skalę przemysłową wydobywano ropę naftową. Odkrycie to zapoczątkowało ekspansywny rozwój tego miasta.
Azerbejdżan ma bogate dziedzictwo kulturowe. Wyróżnia się tym, że jest pierwszym krajem, w którym zaczęto wystawiać sztuki widowiskowe, takie jak opera i teatr, wśród krajów, w których muzułmanie stanowią większość.
Po ponad 80 latach przynależności do Imperium Rosyjskiego na Kaukazie, w 1918 roku powstała Azerbejdżańska Demokratyczna Republika. Azerbejdżan został najechany przez wojska sowieckie w 1920 roku, co doprowadziło do powstania Azerbejdżańskiej SRR. Na początku okresu sowieckiego ostatecznie ukształtowała się tożsamość narodowa Azerbejdżanu. Azerbejdżan pozostawał pod rządami sowieckimi aż do rozpadu Związku Radzieckiego w 1991 roku, po którym proklamowano niepodległą Republikę Azerbejdżanu. Wrogie stosunki z sąsiednią Armenią i konflikt o Górski Karabach znajdują się w centrum polityki Azerbejdżanu od czasu uzyskania niepodległości.
Po rozpadzie Zakaukaskiej Demokratycznej Republiki Federacyjnej w maju 1918, Azerbejdżan uzyskał niepodległość – powstała Demokratyczna Republika Azerbejdżanu. W kwietniu 1920 Azerbejdżan został zajęty przez Armię Czerwoną.
Azerbejdżańska Socjalistyczna Republika Radziecka w latach 1920–1922 była częścią państwa radzieckiego przed powstaniem ZSRR, w latach 1922–1936 razem z Gruzją i Armenią wchodziła w skład ZSRR jako część Zakaukaskiej Federacyjnej SRR, w 1936 weszła w skład ZSRR bezpośrednio.
Znaczna część Azerbejdżanu znalazła się poza ASRR, na terenie Iranu. Tamtejsi działacze wraz z Irańczykami próbowali w 1920 powołać Republikę Gilańską, co jednak nie udało się. W listopadzie 1945 powstała tam Autonomiczna Republika Azerbejdżanu. Niektórzy z jej twórców liczyli na to, że terytorium Iranu zamieszkiwane przez Azerbejdżan zostanie wcielone do ZSRR. Do utworzenia w ten sposób „Wielkiego Azerbejdżanu” dążył m.in. pierwszy sekretarz Komunistycznej Partii Azerbejdżańskiej SRR Mir Cəfər Bağırov. Ostatecznie gdy rząd ZSRR wycofał swoje poparcie dla republiki, ta została zlikwidowana przez wojska irańskie.
30 sierpnia 1991 Azerbejdżan ogłosił niepodległość, która została formalnie uznana dopiero 18 października 1991. 21 grudnia 1991 państwo przystąpiło do Wspólnoty Niepodległych Państw. Od ogłoszenia niepodległości trwa konflikt z Armenią o Górski Karabach.
Na podstawie Rezolucji Rady Bezpieczeństwa ONZ nr 742 z 14 lutego 1992 roku Azerbejdżan został członkiem ONZ.

## Demografia

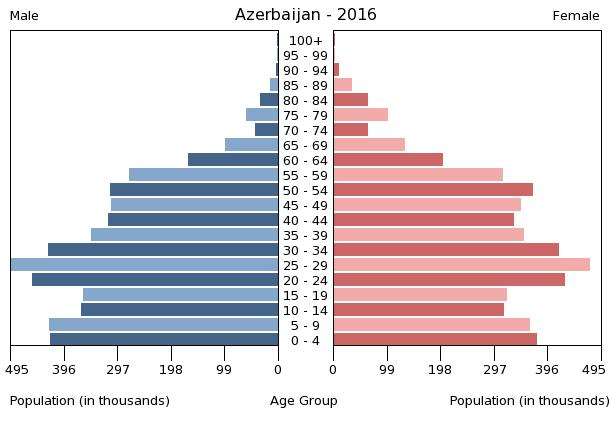
Piramida ludnościowa w Azerbejdżanie

Od stycznia 2019 r. 52,8% całkowitej populacji Azerbejdżanu wynoszącej 9 981 457 mieszkańców to miasta, a pozostałe 47,2% to obszary wiejskie. 50,1% całej populacji to kobiety. Stosunek płci w tym samym roku wynosił 0,99 mężczyzny na kobietę.
Wskaźnik wzrostu populacji w 2011 r. Wyniósł 0,85% w porównaniu z 1,09% na całym świecie. Istotnym czynnikiem ograniczającym wzrost liczby ludności jest wysoki poziom migracji. W 2011 r. Azerbejdżan odnotował migrację -1,14 / 1000 osób.
Azerbejdżańska diaspora znajduje się w 42 państwach, a z kolei w Azerbejdżanie znajduje się wiele ośrodków dla mniejszości etnicznych, w tym niemieckie stowarzyszenie kulturalne „Karelhaus”, słowiańskie centrum kultury, społeczność azersko-izraelska, kurdyjskie centrum kultury, Międzynarodowe Stowarzyszenie Tałyszów, narodowe centrum Lezgin „Samur”, społeczność azerbejdżańsko-tatarska, społeczność Tatarów krymskich itp.

### Grupy etniczne
| Skład etniczny (2009) | Skład etniczny (2009) |
| --------------------- | --------------------- |
| Azerowie              | 91,60%                |
| Lezgini               | 2,02%                 |
| Ormianie              | 1,35%                 |
| Rosjanie              | 1,34%                 |
| Tałyszowie            | 1,26%                 |
| Inne narody           | 2,43%                 |

Skład etniczny ludności według spisu ludności z 2009 r.: 91,60% Azerowie, 2,02% Lezgijczycy, 1,35% Ormianie (prawie wszyscy Ormianie żyją w oderwanym regionie Górskiego Karabachu), 1,34% Rosjanie, 1,26% Tałyszowie, 0,56% Awarowie, 0,43% Turcy, 0,29% Tatarzy, 0,28% Tatowie, 0,24% Ukraińcy, 0,14% Cachurzy, 0,11% Gruzini, 0,10% Żydzi, 0,07% Kurdowie, pozostali stanowią 0,21%.
Irańscy Azerowie są zdecydowanie największą mniejszością w Iranie. Liczba etnicznych Azerów w Iranie jest znacznie większa niż w sąsiednim Azerbejdżanie. CIA World Factbook szacuje, że irańscy Azerowie stanowią co najmniej 16% ludności Iranu.

### Urbanizacja
W sumie Azerbejdżan ma 78 miast, 63 dzielnice miasta i jedno specjalne miasto statusu prawnego. Po nich następują 261 osiedli miejskich i 4248 wiosek.

### Języki
Językiem urzędowym jest język azerbejdżański, który jest językiem turkijskim. Język azerbejdżański jest używany przez około 92% populacji jako język ojczysty. Mówi się także po rosyjsku i ormiańsku (tylko w Górskim Karabachu), a każdy z nich jest językiem ojczystym odpowiednio około 1,5% populacji. Rosyjski i angielski odgrywają znaczącą rolę jako drugi lub trzeci język edukacji i komunikacji. W kraju istnieje kilkanaście innych języków mniejszości narodowych. Języki: awarski, buduchyjski, gruziński, dżuhuri, chinalugijski, kryzyjski, lezgiński, rutulski, tałyski, tacki, cachurski i udyjski są używane przez małe mniejszości. Niektóre z tych społeczności językowych są bardzo małe, a ich liczebność wciąż maleje.

## Polityka
Formacja strukturalna systemu politycznego Azerbejdżanu została zakończona przyjęciem nowej konstytucji 12 listopada 1995 r. Zgodnie z art. 23 Konstytucji symbolami państwowymi Republiki Azerbejdżańskiej są flaga, herb i hymn narodowy. Władza państwowa w Azerbejdżanie jest ograniczona tylko przez prawo do spraw wewnętrznych, ale w sprawach międzynarodowych jest dodatkowo ograniczona przepisami umów międzynarodowych.
Konstytucja Azerbejdżanu stanowi, że jest to republika prezydencka z trzema gałęziami władzy: wykonawczą, ustawodawczą i sądowniczą. Władzę ustawodawczą sprawują jednoizbowe Zgromadzenie Narodowe i Najwyższe Zgromadzenie Narodowe w Autonomicznej Republice Nakhchivan. Parlament Azerbejdżanu, zwany Milli Majlis, składa się ze 125 posłów wybieranych w oparciu o system głosowania większością głosów, z terminem 5 lat dla każdego wybranego członka. Wybory odbywają się co pięć lat, w pierwszą niedzielę listopada. Parlament nie jest odpowiedzialny za tworzenie rządu, ale Konstytucja wymaga zatwierdzenia Gabinetu Ministrów. Nowa Partia Azerbejdżanu i niezależni lojalni wobec rządzącego rządu, obecnie posiadają prawie wszystkie 125 miejsc w Parlamencie. Podczas wyborów parlamentarnych w 2010 roku partie opozycyjne Musawat i Azerbejdżańska Partia Frontu Ludowego nie zdobyły ani jednego miejsca. Obserwatorzy europejscy stwierdzili liczne nieprawidłowości w okresie poprzedzającym wybory i dzień wyborów.
Władza wykonawcza jest sprawowana przez prezydenta, który jest wybierany na siedmioletnią kadencję w wyborach bezpośrednich. Prezydent jest upoważniony do utworzenia Gabinetu, zbiorowego organu wykonawczego, odpowiedzialnego przed Prezydentem i Zgromadzeniem Narodowym. Gabinet Azerbejdżanu składa się głównie z premiera, jego zastępców i ministrów. Prezydent nie ma prawa rozwiązać Zgromadzenia Narodowego, ale ma prawo zawetować swoje decyzje. Aby zastąpić weto prezydenckie, parlament musi mieć większość 95 głosów. Władza sądownicza należy do Trybunału Konstytucyjnego, Sądu Najwyższego i Sądu Gospodarczego. Prezydent mianuje sędziów w tych sądach. Sprawozdanie Komisji Europejskiej na temat efektywności wymiaru sprawiedliwości (CEPEJ) odnosi się do azerbejdżańskiego modelu wymiaru sprawiedliwości dotyczącego wyboru nowych sędziów jako najlepszej praktyki, odzwierciedlającego szczególne cechy i przebieg rozwoju w kierunku zapewnienia niezależności i jakości sądownictwa w nowej demokracji.
Azerbejdżański system zarządzania nominalnie można nazwać dwupoziomowym. Najwyższym lub najwyższym szczeblem rządu jest władza wykonawcza kierowana przez prezydenta. Prezydent mianuje gabinet ministrów i innych urzędników wysokiego szczebla. Lokalny organ wykonawczy jest jedynie kontynuacją władzy wykonawczej. Status prawny lokalnej administracji państwowej w Azerbejdżanie określa przepis dotyczący lokalnego organu wykonawczego (Yerli Icra Hakimiyati), przyjęty 16 czerwca 1999 r. W czerwcu 2012 r. Przewodniczący zatwierdził nowe rozporządzenie, które przyznało dodatkowe uprawnienia lokalnym władzom wykonawczym, wzmacniając ich dominującą pozycję w sprawach lokalnych Azerbejdżanu. Rozdział 9 Konstytucji Republiki Azerbejdżanu porusza główne kwestie samorządu lokalnego, takie jak status prawny gmin, rodzaje samorządu lokalnego ciała, ich podstawowe uprawnienia i relacje z innymi oficjalnymi podmiotami. Drugim nominalnym szczeblem sprawowania rządów są gminy (Bələdiyə), a członkowie gmin wybierani są w wyborach powszechnych w wyborach samorządowych co pięć lat. Obecnie w całym kraju jest 1607 gmin. Ustawa o wyborach samorządowych i ustawa o statusie gmin były pierwszymi ustawami przyjętymi w dziedzinie samorządu lokalnego (2 lipca 1999 r.). Ustawa o służbie miejskiej reguluje działalność pracowników komunalnych, ich prawa, obowiązki, warunki pracy i świadczenia społeczne, a także określa strukturę aparatu wykonawczego i organizację służby miejskiej. Ustawa o statusie gmin reguluje rolę i strukturę organów miejskich oraz określa państwowe gwarancje autonomii prawnej i finansowej. Ustawa zwraca szczególną uwagę na przyjęcie i realizację programów miejskich dotyczących ochrony socjalnej, rozwoju społecznego i gospodarczego oraz środowiska lokalnego.

### Polityka zagraniczna

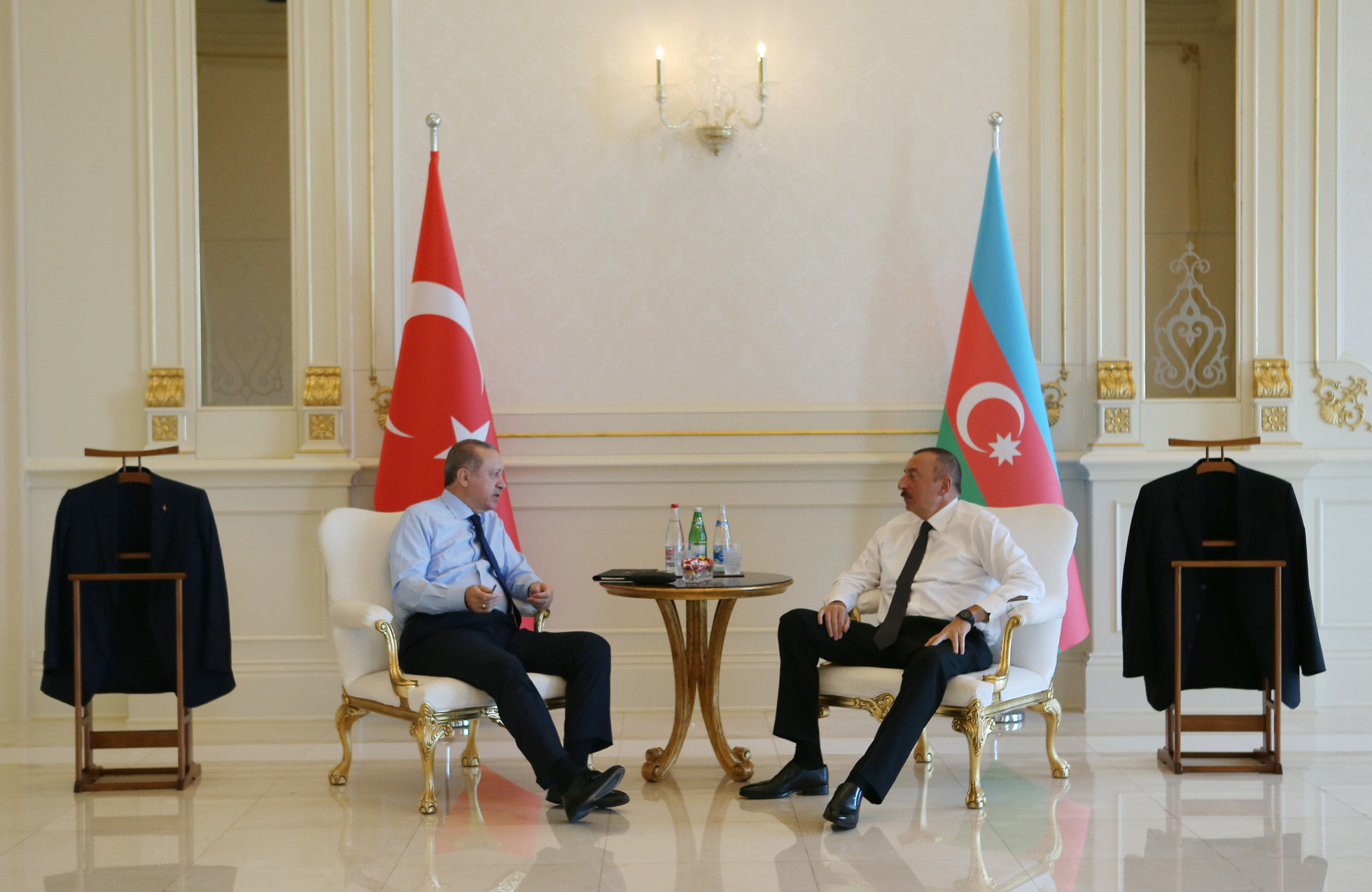
Prezydent Ilham Alijew z prezydentem Recepem Tayyipem Erdoğanem, 31 października 2017

Krótkotrwała Azerbejdżańska Republika Demokratyczna zdołała nawiązać stosunki dyplomatyczne z sześcioma państwami, wysyłając przedstawicieli dyplomatycznych do Niemiec i Finlandii. Proces międzynarodowego uznania niepodległości Azerbejdżanu od rozpadającego się Związku Radzieckiego trwał około roku. Aktualnie ostatnim państwem, które uznało Azerbejdżan, był Bahrajn w dniu 6 listopada 1996 r. Po raz pierwszy nawiązano pełne stosunki dyplomatyczne, w tym wzajemną wymianę misji, z Turcją, Pakistanem, Stanami Zjednoczonymi, Iranem i Izraelem. Azerbejdżan położył szczególny nacisk na swoje „szczególne stosunki” z Turcją.

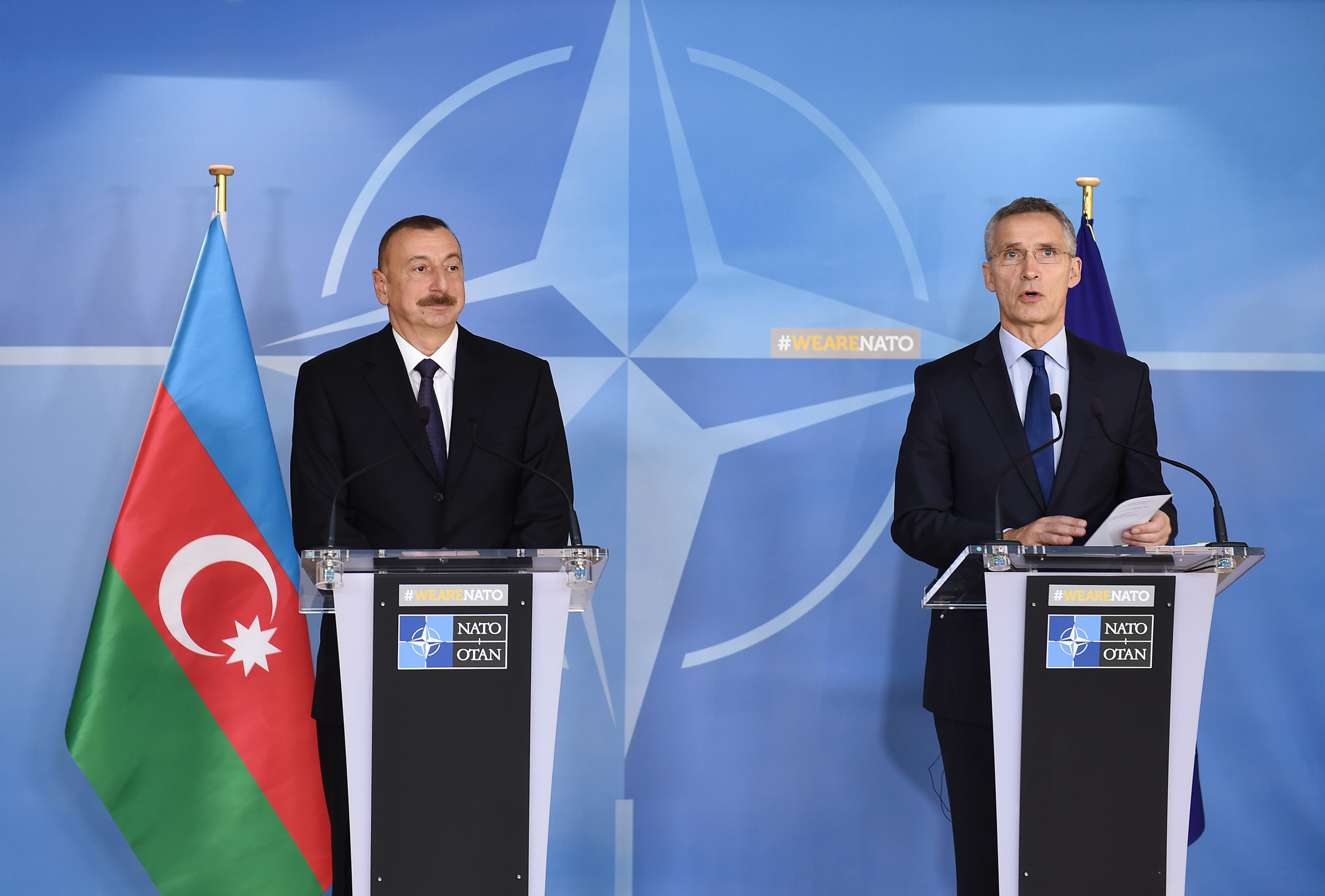
İlham Əliyev i sekretarz generalny NATO Jens Stoltenberg na wspólnej konferencji prasowej w listopadzie 2017 roku

Azerbejdżan utrzymuje stosunki dyplomatyczne ze 158 państwami i jest członkiem 38 organizacji międzynarodowych. Posiada status obserwatora w Ruchu Nieskoordynowanym i Światowej Organizacji Handlu oraz jest korespondentem Międzynarodowego Związku Telekomunikacyjnego. 9 maja 2006 r. Azerbejdżan został wybrany do członkostwa w nowo utworzonej Radzie Praw Człowieka przez Zgromadzenie Ogólne Narodów Zjednoczonych. Kadencja rozpoczęła się 19 czerwca 2006 r. Azerbejdżan po raz pierwszy został wybrany na niestałego członka Rady Bezpieczeństwa ONZ w 2011 r. przy wsparciu 155 państw.
Priorytety polityki zagranicznej Azerbejdżanu obejmują przede wszystkim przywrócenie integralności terytorialnej; eliminację skutków okupacji Górskiego Karabachu i siedmiu innych regionów Azerbejdżanu otaczających Górski Karabach; integrację w struktury europejską i euroatlantycką; wkład w bezpieczeństwo międzynarodowe; współpracę z organizacjami międzynarodowymi; współpracę regionalna i stosunki dwustronne; wzmocnienie zdolności obronnych; promowanie bezpieczeństwa za pomocą środków polityki krajowej; wzmocnienie demokracji; zachowanie tolerancji etnicznej i religijnej; politykę naukową, edukacyjną i kulturalną oraz zachowanie wartości moralnych; rozwój gospodarczy i społeczny; poprawę bezpieczeństwa wewnętrznego i granicznego; oraz politykę bezpieczeństwa migracji, energii i transportu.

## Siły zbrojne

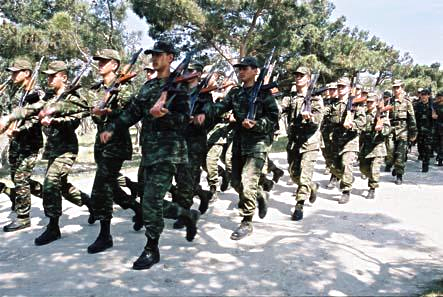
Armia Azerbejdżanu

Azerbejdżan dysponuje trzema rodzajami sił zbrojnych: wojskami lądowymi, marynarką wojenną oraz siłami powietrznymi. Uzbrojenie sił lądowych Azerbejdżanu składało się w 2014 roku z: 544 czołgów, 1864 opancerzonych pojazdów bojowych, 180 dział samobieżnych, 266 wieloprowadnicowych wyrzutni rakietowych oraz 384 zestawów artylerii holowanej. Marynarka wojenna Azerbejdżanu dysponowała w 2014 roku 23 okrętami obrony przybrzeża, jedną fregatą, czterema okrętami podwodnymi oraz 7 okrętami obrony przeciwminowej. Azerbejdżańskie siły powietrzne z kolei posiadały w 2014 roku uzbrojenie w postaci m.in. 34 myśliwców, 54 samolotów transportowych, 19 samolotów szkolno-bojowych, 79 śmigłowców oraz 18 śmigłowców szturmowych.
Wojska azerskie w 2014 roku liczyły 67 tys. żołnierzy zawodowych oraz 300 tys. rezerwistów. Według rankingu Global Firepower (2014) azerskie siły zbrojne stanowią 50. siłę militarną na świecie, z rocznym budżetem na cele obronne w wysokości 3,2 mld dolarów (USD).
Historia współczesnej armii azerbejdżańskiej sięga w 1918 r., kiedy to 26 czerwca 1918 r. utworzono Narodową Armię nowo utworzonej Azerbejdżańskiej Republiki Demokratycznej. Kiedy Azerbejdżan uzyskał niepodległość po rozwiązaniu Związku Radzieckiego, Siły Zbrojne Republiki Azerbejdżanu zostały utworzone zgodnie z ustawą o siłach zbrojnych z 9 października 1991 r. Pierwotna data utworzenia krótkotrwałej Armii Narodowej jest obchodzona jako Dzień Armii (26 czerwca) w dzisiejszym Azerbejdżanie. Od 2002 r. Azerbejdżan miał 95 000 aktywnych pracowników w swoich siłach zbrojnych. Istnieje również 17 000 oddziałów paramilitarnych.  Dodatkowo siły zbrojne obejmują kilka podgrup wojskowych, które w razie potrzeby mogą być zaangażowane w obronę państwa. Są to oddziały wewnętrzne Ministerstwa Spraw Wewnętrznych i Służby Granicznej, w tym także Straż Przybrzeżna. Azerbejdżańska Gwardia Narodowa jest kolejną siłą paramilitarną. Działa jako półniezależna jednostka Specjalnej Służby Ochrony Państwa, agencji podległej Prezydentowi.

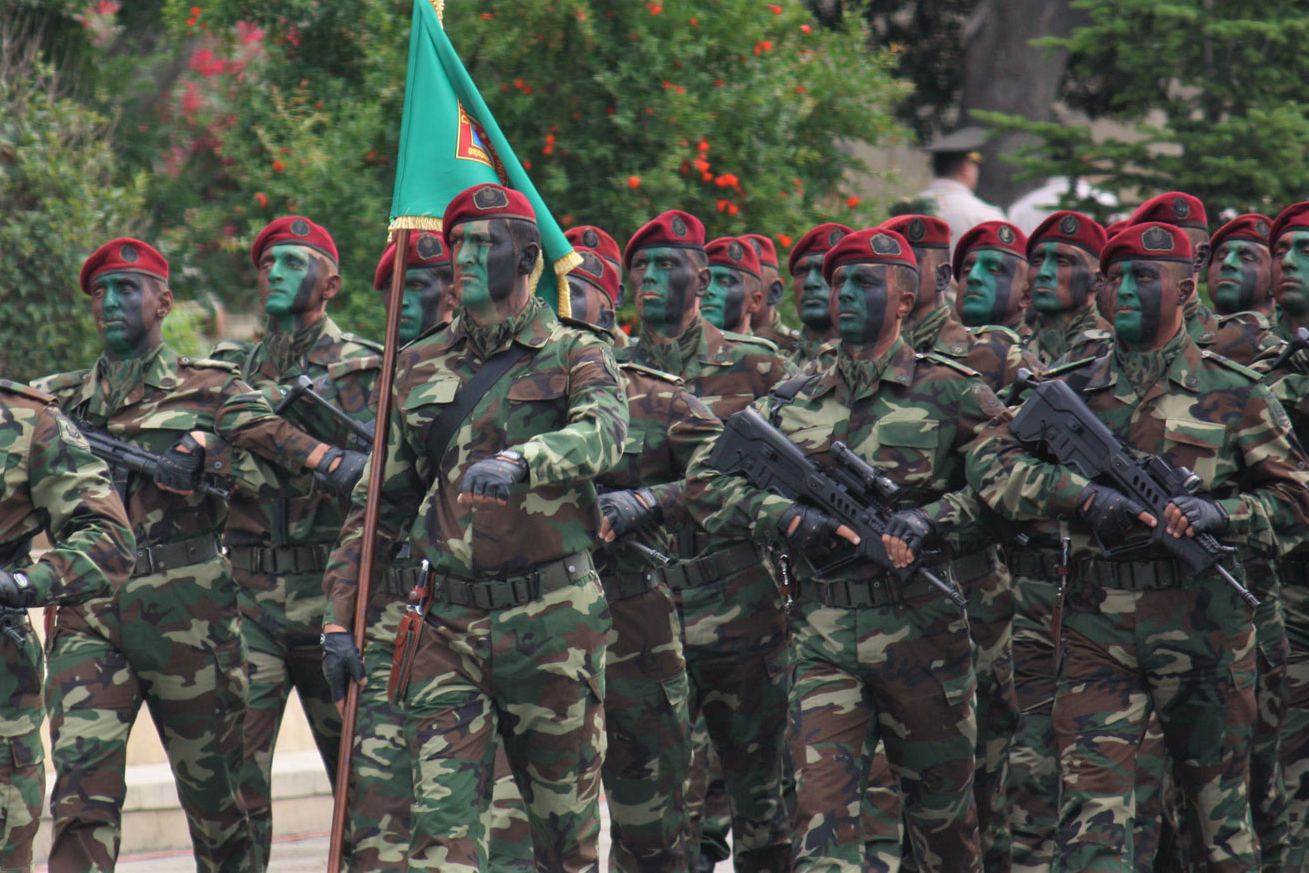
Azerbejdżańskie Siły Specjalne podczas defilady wojskowej

Azerbejdżan przestrzega Traktatu o konwencjonalnych siłach zbrojnych w Europie i podpisał wszystkie ważne międzynarodowe traktaty o broni. Azerbejdżan ściśle współpracuje z NATO w programach takich jak Partnerstwo dla Pokoju i Indywidualny Plan Działania Partnerstwa. Azerbejdżan rozmieścił 151 żołnierzy swoich sił pokojowych w Iraku i kolejnych 184 w Afganistanie. Budżet obronny Azerbejdżanu na 2011 r. ustalono na 3,1 mld USD. Ponadto zaplanowano wykorzystanie 1,36 miliarda dolarów na potrzeby przemysłu obronnego, co zwiększy całkowity budżet wojskowy do 4,6 miliarda. Prezydent Azerbejdżanu Ilham Alijew powiedział 26 czerwca 2011 roku, że wydatki na obronność osiągnęły w tym roku 3,3 mld USD. Budżet obronny Azerbejdżanu na 2013 r. wynosił 3,7 mld USD.
Azerbejdżański przemysł obronny produkuje broń strzelecką, systemy artyleryjskie, czołgi, zbroje i urządzenia noktowizyjne, bomby lotnicze, pojazdy bez pilota, różne pojazdy wojskowe oraz samoloty wojskowe i helikoptery.

## Gospodarka
Największym bogactwem naturalnym tego kraju jest ropa naftowa, której wydobycie stanowi 70% produkcji całego kraju. Ponadto wydobywa się miedź, złoto, srebro, tytan, chrom, mangan, kobalt, molibden, antymon oraz sól kamienną. We wrześniu 1994 r. została podpisana umowa pomiędzy Spółką Oil Państwową Republiką Azerbejdżanu (SOCAR) oraz 13 spółkami naftowymi, a wśród nich Amoco, BP, ExxonMobil, Lukoil i Statoil. 90% energii elektrycznej pochodzi z elektrowni cieplnych, wśród których największa znajduje się w Ali Bajramły o mocy 1080 MW. Spółka SOCAR planuje pełną gazyfikację kraju do 2021 roku.
Dużą rolę w gospodarce Azerbejdżanu odgrywa też rolnictwo.
Dochód narodowy brutto wynosi 3800 USD na 1 mieszkańca (2004). Inflacja: 4,6% (2004). Zadłużenie 1,8 mld USD (2004).
Rozkład zatrudnienia przedstawia się następująco: usługi – 40,2%, rolnictwo – 14,1%, przemysł – 45,7%.
Azerbejdżan eksportuje przede wszystkim żywność (32%), tekstylia (19%), maszyny (18%). Natomiast importuje żywność (26%), maszyny (18%), produkty metalurgiczne (12%).
Głównymi partnerami handlowymi są: kraje byłego ZSRR (Rosja, Ukraina, Kazachstan, Turkmenistan), Turcja i Włochy. Obroty handlowe z zagranicą – eksport: 3,2 mld USD, import: 3,6 mld USD (2004).

## Transport
Dogodna lokalizacja Azerbejdżanu na skrzyżowaniu głównych arterii komunikacyjnych, takich jak Szlak Jedwabny i korytarz południe-północ, podkreśla strategiczne znaczenie sektora transportu dla gospodarki kraju. Sektor transportu w kraju obejmuje drogi, koleje, lotnictwo i transport morski.

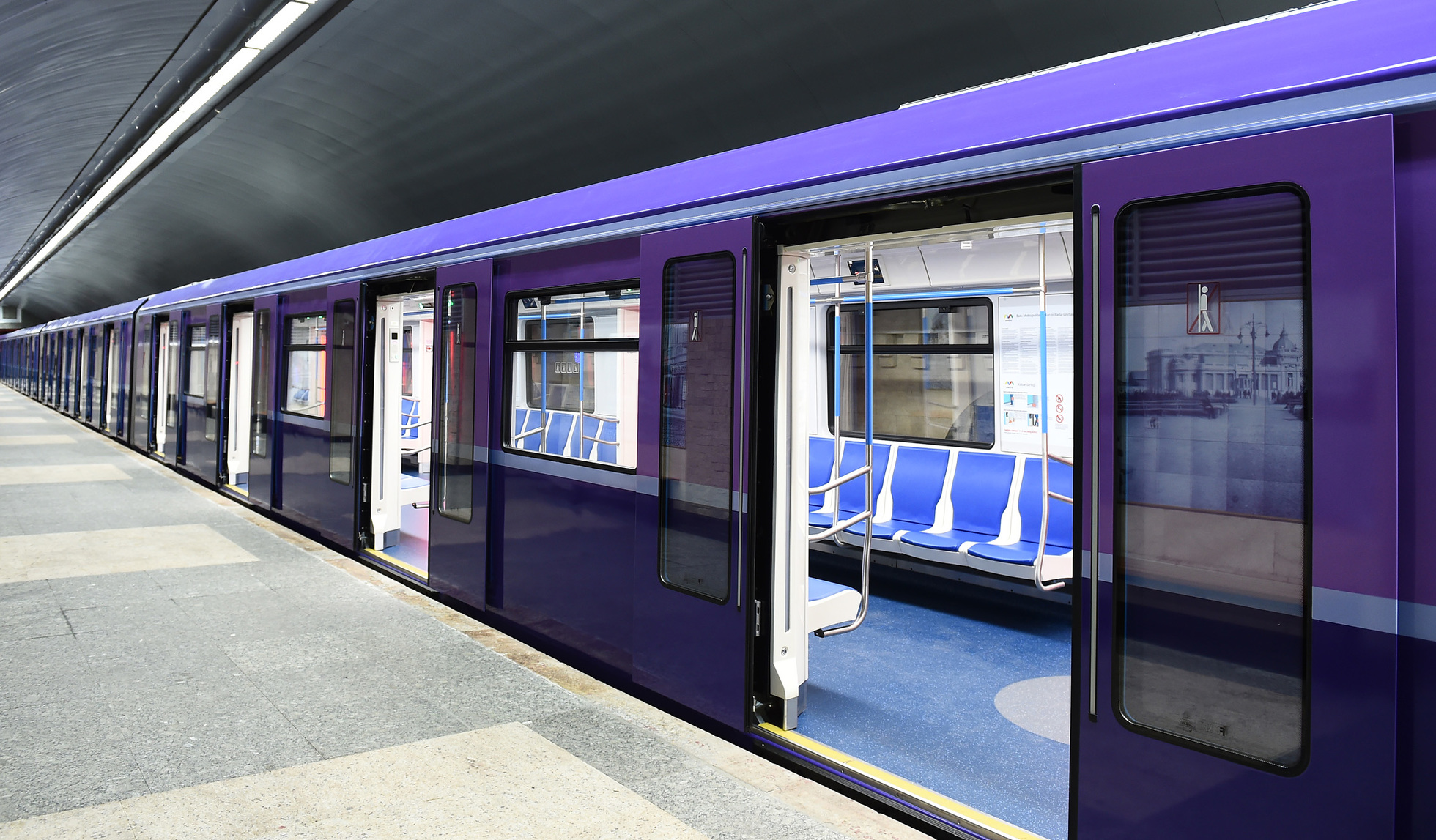
Pociągi metra w stolicy Azerbejdżanu – Baku

Azerbejdżan jest również ważnym ośrodkiem gospodarczym w transporcie surowców. Rurociąg Baku – Tbilisi – Ceyhan (BTC) zaczął działać w maju 2006 r. i rozciąga się na ponad 1774 km przez terytoria Azerbejdżanu, Gruzji i Turcji. BTC ma na celu transportowanie do 50 milionów ton ropy rocznie i transportuje ropę naftową z pól naftowych Morza Kaspijskiego na rynki światowe. Rurociąg Południowy Kaukaz, rozciągający się także na terytoria Azerbejdżanu, Gruzji i Turcji, rozpoczął działalność pod koniec 2006 r. i oferuje dodatkowe dostawy gazu na rynek europejski ze złoża gazu Shah Deniz. Oczekuje się, że Shah Deniz wyprodukuje do 296 miliardów metrów sześciennych gazu ziemnego rocznie. Azerbejdżan odgrywa również ważną rolę w sponsorowanym przez UE projekcie Silk Road. W 2002 r. Rząd Azerbejdżanu ustanowił Ministerstwo Transportu o szerokim zakresie funkcji politycznych i regulacyjnych. W tym samym roku państwo stało się członkiem Konwencji wiedeńskiej o ruchu drogowym. Priorytety modernizują sieć transportową i usprawniają usługi transportowe, aby ułatwić rozwój innych sektorów gospodarki.
Budowa kolei Kars – Tbilisi – Baku w 2012 r. miała poprawić transport między Azją a Europą, łącząc koleje Chin i Kazachstanu na wschodzie z europejskim systemem kolejowym na zachodzie przez Turcję. W 2010 r. koleje szerokotorowe i zelektryfikowane koleje rozciągały się odpowiednio na 2918 km (1813 mil) i 1278 km (794 mil). Do 2010 r. istniało 35 lotnisk i jedno lotnisko dla śmigłowców.

## Religia

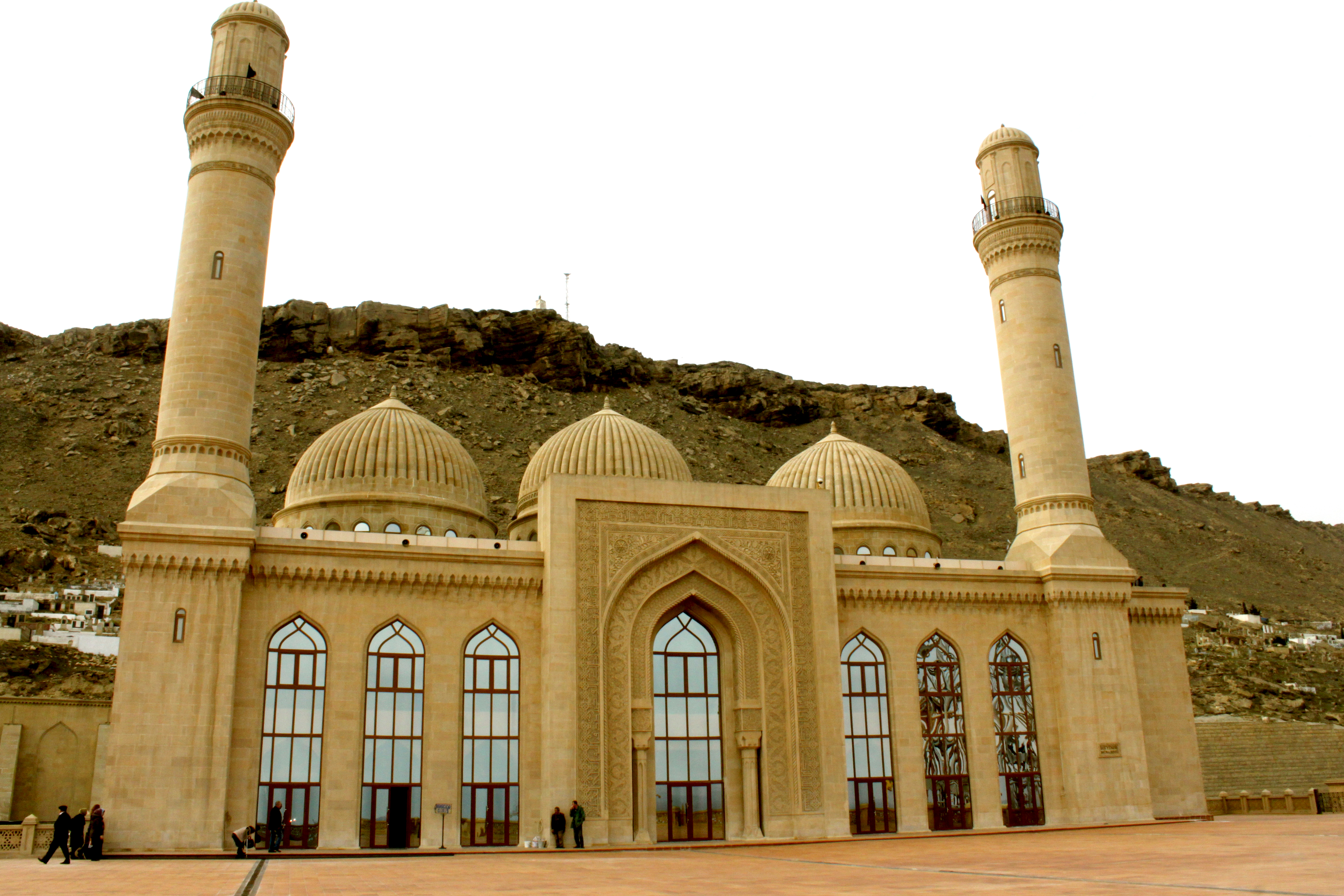
Jeden z najstarszych meczetów w Azerbejdżanie

Około 90% ludności to muzułmanie, 85% muzułmanów to szyici, a 5% muzułmanie sunniccy, a Republika Azerbejdżanu ma drugi najwyższy na świecie odsetek ludności szyickiej. Inne religie są praktykowane przez różne grupy etniczne kraju. Zgodnie z artykułem 48 Konstytucji, Azerbejdżan jest państwem świeckim i zapewnia wolność religijną. W sondażu Gallupa z lat 2006–2008 tylko 21% respondentów z Azerbejdżanu stwierdziło, że religia jest ważną częścią ich codziennego życia. To sprawia, że Azerbejdżan jest najmniej religijnym krajem muzułmańskim na świecie.
Licząca szacunkowo 280 tys. członków mniejszość chrześcijańska (3,1%) to głównie prawosławni Rosjanie i Gruzini oraz Ormianie należący do Apostolskiego Kościoła Ormiańskiego (prawie wszyscy Ormianie żyją w oderwanym regionie Górskiego Karabachu). W 2017 było 580 katolików, podlegających pod jurysdykcję Prefektury apostolskiej Azerbejdżanu. Do innych wyznań chrześcijańskich należą luteranie, baptyści i mołokanie. W Azerbejdżanie żyje także ludność żydowska z 2000-letnią historią; Organizacje żydowskie szacują, że w Azerbejdżanie pozostaje 12 tys. Żydów. Azerbejdżan jest także domem dla członków wspólnot Bahá'í, Hare Krishna i Świadków Jehowy, a także zwolenników innych wspólnot religijnych. Niektóre wspólnoty religijne narażone są na nieoficjalne ograniczenia wolności religijnej. Raport Departamentu Stanu USA w tej sprawie wspomina o zatrzymaniu członków pewnych grup muzułmańskich i chrześcijańskich, a wiele grup ma trudności z zarejestrowaniem się w SCWRA.

## Edukacja

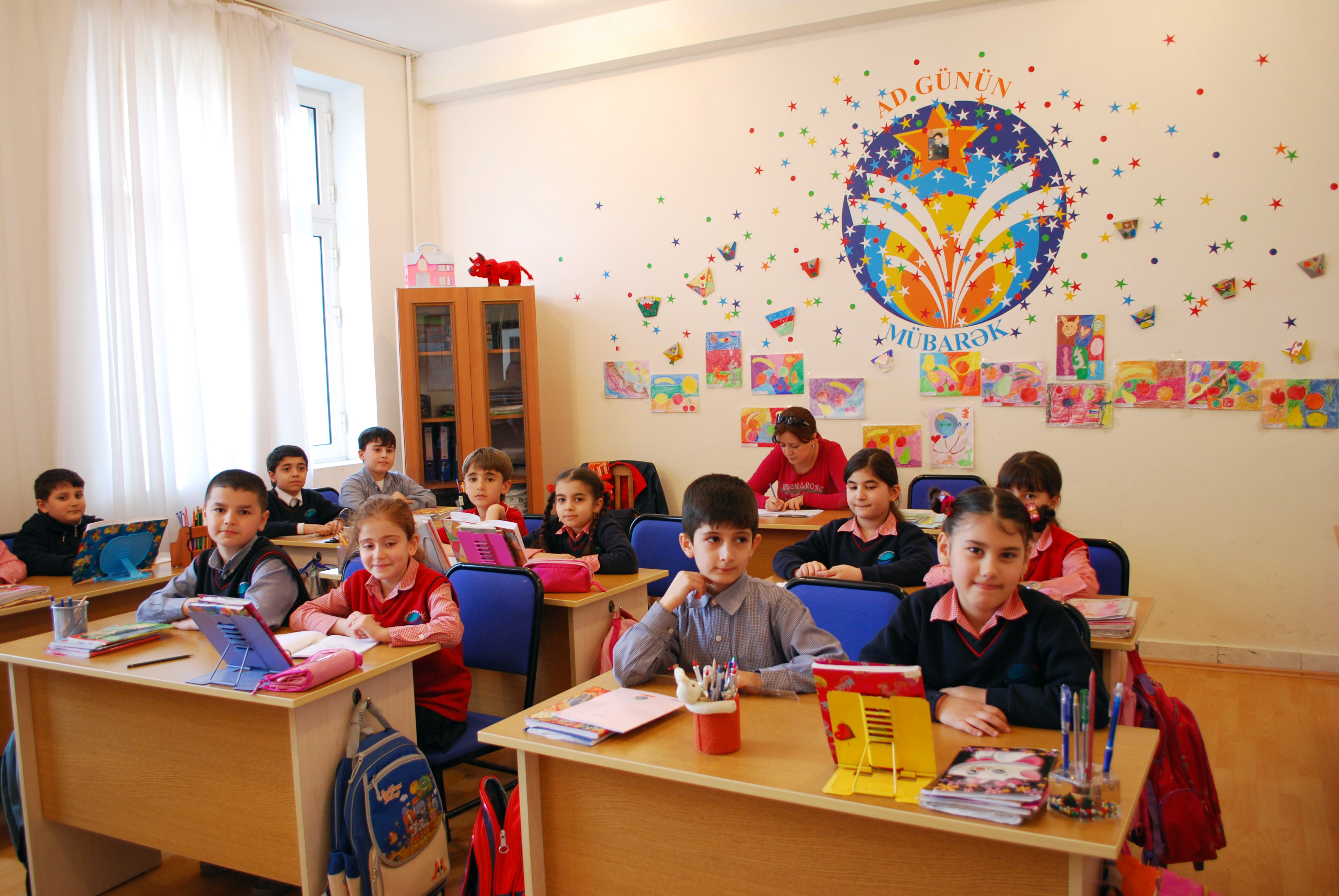
Klasa w szkole publicznej w Azerbejdżanie

Stosunkowo wysoki odsetek Azerów uzyskał pewną formę szkolnictwa wyższego, zwłaszcza w zakresie przedmiotów naukowych i technicznych. W epoce sowieckiej umiejętności czytania i pisania oraz średni poziom wykształcenia dramatycznie wzrosły od bardzo niskiego poziomu wyjściowego, pomimo dwóch zmian w standardowym alfabecie, od pisma perso-arabskiego po łacinę w latach 20. i od rzymskiego do cyrylicy w latach 30. XX wieku. Według danych radzieckich 100% mężczyzn i kobiet (w wieku od dziewięciu do czterdziestu dziewięciu lat) umiało czytać w 1970 roku. Według raportu Programu Narodów Zjednoczonych ds. Rozwoju z 2009 r. wskaźnik alfabetyzacji w Azerbejdżanie wynosi 99,5%.
Od czasu uzyskania niepodległości jednym z pierwszych przepisów, które uchwalił parlament Azerbejdżanu w celu oddzielenia się od Związku Radzieckiego, było przyjęcie zmodyfikowanego alfabetu łacińskiego w celu zastąpienia cyrylicy. Poza tym system azerbejdżański uległ niewielkim zmianom strukturalnym. Początkowe zmiany obejmowały przywrócenie edukacji religijnej (zakazanej w okresie sowieckim) i zmiany programu nauczania, które ponownie podkreśliły użycie języka azerbejdżańskiego i wyeliminowały treści ideologiczne. Oprócz szkół podstawowych placówkami edukacyjnymi są tysiące przedszkoli, liceów ogólnokształcących i szkół zawodowych, w tym specjalistyczne szkoły średnie i szkoły techniczne. Edukacja jest obowiązkowa do ósmej klasy.

## Podział administracyjny Azerbejdżanu
Azerbejdżan jest podzielony na:
- 59 rejonów (az. rayon, l.mn. rayonlar),
- 11 miast wydzielonych (az. şəhər, l.mn. şəhərlər).

Wydzieloną częścią Azerbejdżanu pozostaje eksklawa Nachiczewan, mająca status republiki autonomicznej (az. muxtar respublikası). Prezydent Azerbejdżanu mianuje gubernatorów tych jednostek, podczas gdy rząd Nachiczewanu jest wybierany i zatwierdzany przez parlament Nachiczewańskiej Republiki Autonomicznej.

## Turystyka

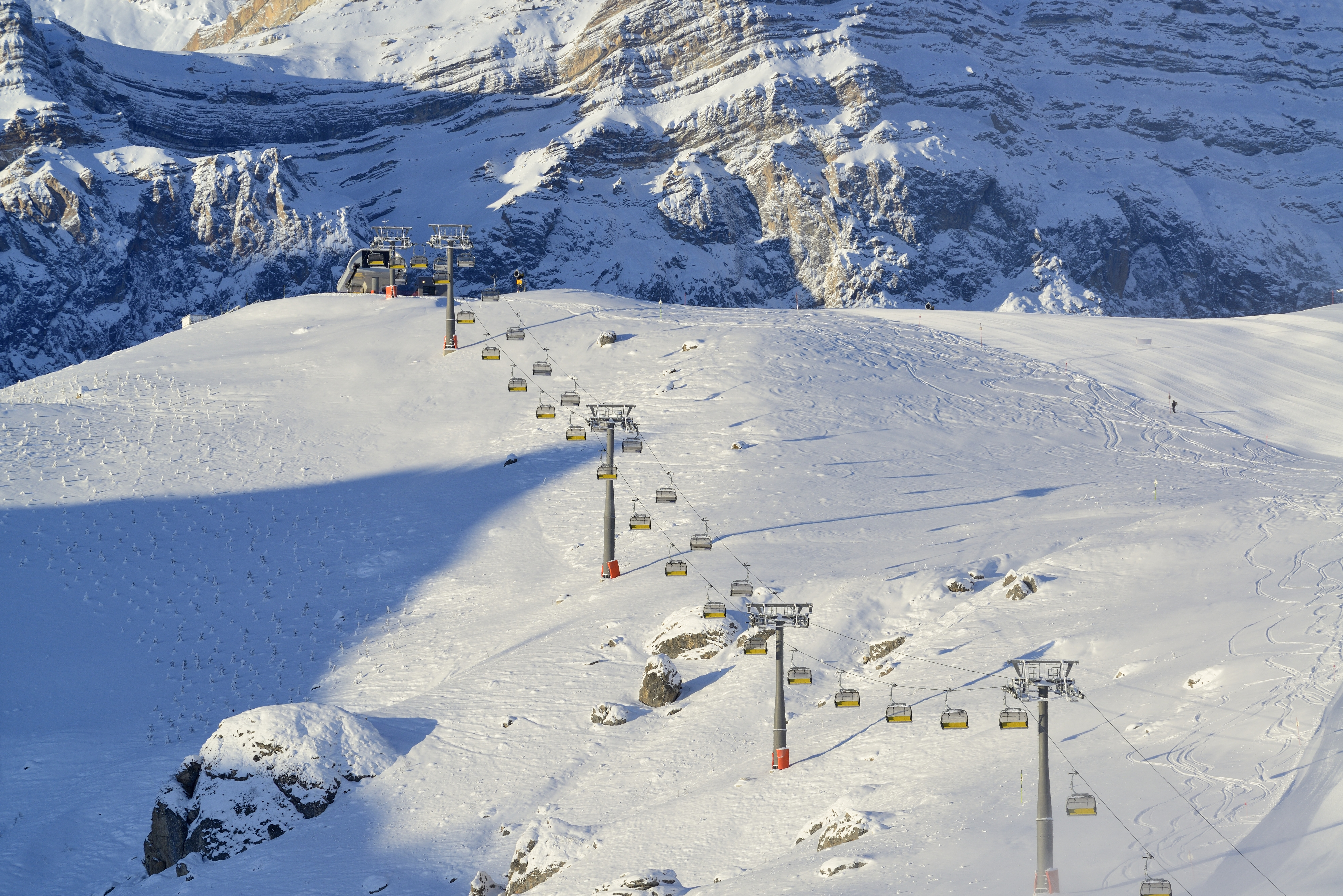
Şahdağ Turizm Mərkəzi, ośrodek zimowy

Turystyka jest ważną częścią gospodarki Azerbejdżanu. Kraj był znanym miejscem turystycznym w latach 80. Jednak upadek Związku Radzieckiego i wojny w Górskim Karabachu w latach 90. zniszczyły przemysł turystyczny i wizerunek Azerbejdżanu jako kierunku turystycznego. Zgodnie ze sprawozdaniem na temat konkurencyjności i turystyki w 2015 r. Światowego Forum Ekonomicznego Azerbejdżan zajmuje 84. miejsce. Dopiero w 2000 r. przemysł turystyczny zaczął się odradzać, a kraj od tamtej pory odnotował wysoki wzrost liczby wizyt turystycznych i noclegów. W ostatnich latach Azerbejdżan stał się również popularnym miejscem dla turystyki związanej z religią, spa i opieką zdrowotną. Zimą ośrodek narciarski Şahdağ Turizm Mərkəzi oferuje narty z najnowocześniejszymi udogodnieniami.
Rząd Azerbejdżanu wyznaczył rozwój Azerbejdżanu jako elitarnego celu turystycznego jako najwyższy priorytet. Jest to ogólnokrajowa strategia mająca na celu uczynienie turystyki głównym, jeśli nie jedynym, uczestnikiem gospodarki Azerbejdżanu. Działania te są regulowane przez Ministerstwo Kultury i Turystyki Azerbejdżanu.
W 2015 roku kraj ten odwiedziło 1,922 mln turystów (11% mniej niż w roku poprzednim), generując dla niego przychody na poziomie 2,309 mld dolarów.

## Kultura

### Muzyka

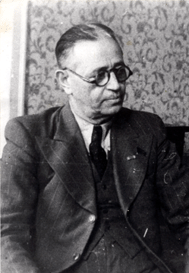
Uzeyir Hajibeyov połączył tradycyjną muzykę azerbejdżańską ze stylami zachodnimi na początku XX wieku.

Klasyczną muzyką Azerbejdżanu jest mugam (az. muğam). Tradycyjne instrumenty to: kamancza, balaban, tar i nagara. Znana jest także postać wędrownego barda – aszyga, który gra na sazie, rodzaju lutni.
Ciekawą aktualnością był występ mistrza śpiewu mugam, Alima Quasimova ze swoim zespołem w sobotę 7 lipca 2007 w teatrze Capitol na festiwalu „Brave” we Wrocławiu. Śpiewak, wyróżniony przez UNESCO, wystąpił z zespołem składającym się z kaukaskich skrzypiec, kaukaskiej mandoliny, klarnetu i perkusji (perkusista używał 4 różnych bębnów, grając najczęściej na dwóch), oraz z młodą śpiewaczką towarzyszącą mu najczęściej w odśpiewie, rzadziej w duecie. Oboje śpiewacy siedzieli środkowo na dywanach mając po swoich bokach mandolinistę i skrzypka, a perkusista i klarnecista umieszczeni byli z tyłu na krzesłach. Śpiewacy towarzyszyli sobie na płaskich dużych bębnach, przy czym śpiewak używał znanej techniki wspomagania dłonią dotykając ucha, podczas gdy śpiewaczka, szczelnie ubrana w kolorowy strój pokazujący wyłącznie jej twarz, posługiwała się tu właśnie swoim bębnem.
Według objaśnień towarzyszących, modalny śpiew mugam jest wspólną tradycją ludów Kaukazu i (szczególnie tureckojęzycznych) ludów Azji Środkowej. Alim Quasimov uważany jest za wybitnego żyjącego mistrza śpiewu mugam.
14 maja 2011 reprezentacja Azerbejdżanu zwyciężyła w konkursie Eurowizji. Duet „Ell & Nikki” został wyłoniony z półfinału 10 maja. Ich piosenka „Running Scared” uzyskała 221 punktów, dlatego też kraj uzyskał prawa do organizacji 57. Konkursu Piosenki Eurowizji w dniach 22, 24 i 26 maja 2012 roku.
Kraj ma także tradycje jazzowe. Vaqif Mustafazadə był najsłynniejszym jazzmanem azerbejdżańskim – łączył on mugam ze swingiem. Tę tradycję kontynuuje jego córka – Əzizə Mustafazadə. Co roku odbywa się „Baku Jazz Festival”.
W muzyce poważnej najbardziej znaną postacią jest kompozytor i dyrygent Üzeyir Hacıbəyov.

### Literatura
Wśród średniowiecznych autorów urodzonych w granicach terytorialnych współczesnej Republiki Azerbejdżańskiej był perski poeta Nezami, zwany Gandżawi po swoim miejscu urodzenia, Gandża, który był autorem Chamse („Kwintetu”), złożonego z pięciu romantycznych poematów, w tym „Skarbu Tajemnic”, „Chosrow i Szirin” oraz „Lajla i Madżnun”.
Najwcześniejszą znaną postacią w literaturze azerbejdżańskiej był Izzeddin Hasanoglu, który skomponował dywan składający się z perskich i tureckich ghazali. W perskich ghazalach używał swojego pseudonimu, podczas gdy tureckie ghazale tworzył pod własnym imieniem Hasanoghlu.
Literatura klasyczna w Azerbejdżanie powstała w XIV wieku na podstawie różnych dialektów wczesnego średniowiecza, Tabrizi i Szirwani. Wśród poetów tego okresu byli Kadı Burhaneddin, Haqiqi (pseudonim Dżahanszaha) i Habibi. Koniec XIV wieku był także okresem początkowej działalności literackiej Imadaddina Nesimiego, jednego z największych tureckich mistycznych poetów Hurufi z przełomu XIV i XV wieku oraz jednego z najwybitniejszych wczesnych poetów osmańskich, który także tworzył poezję w językach perskim i arabskim. Styl osmański i ghazalów były dalej rozwijane przez poetów Ghasema al-Anwara, Fuzuliego i Chatajego (pseudonim szacha Ismaila I).
Księga mego dziadka Korkuta składa się z dwóch rękopisów skopiowanych w XVI wieku, napisanych nie wcześniej niż w XV wieku. Jest to zbiór 12 opowieści odzwierciedlających ustną tradycję Oguzów. XVI-wieczny poeta Fuzuli tworzył swoje ponadczasowe filozoficzne i liryczne gazale w językach arabskim, perskim i azerbejdżańskim. Korzystając z tradycji literackich swojego środowiska i opierając się na dziedzictwie swoich poprzedników, Fuzuli stał się główną postacią literacką w swoim społeczeństwie. W tym samym stuleciu literatura azerbejdżańska rozkwitła wraz z rozwojem poetyckiego gatunku bardów aszyk. Unikalny styl literacki znany jako qoshma (Azerbejdżan: qoşma do improwizacji) został wprowadzony w tym okresie, a rozwinęli go szach Ismail, a później jego syn i następca, Tahmasp I.
W okresie XVII i XVIII wieku unikalna twórczość Fuzuliego oraz poezja aszyków zostały podjęte przez wybitnych poetów i pisarzy, takich jak Qovsi z Tabrizu, Shah Abbas Sani, Agha Mesih Shirvani, Nishat, Molla Vəli Vidadi, Molla Panah Vagif, Amani, Zafar i inni. Wraz z Turkami, Turkmenami i Uzbekami Azerowie celebrują epos Köroğlu, legendarnego bohatera ludowego. Kilka udokumentowanych wersji eposu Köroğlu pozostaje w Instytucie Rękopisów Narodowej Akademii Nauk Azerbejdżanu.
Współczesna literatura w Azerbejdżanie opiera się głównie na dialekcie Szirwani, podczas gdy w Iranie opiera się na dialekcie Tabrizi. Pierwsza gazeta w Azerbejdżanie, Ekinci, została opublikowana w 1875 roku. W połowie XIX wieku dialekty były nauczane w szkołach w Baku, Gandży, Szaki, Tbilisi i Erywaniu. Od 1845 r. uczono ich także na Uniwersytecie w Petersburgu w Rosji.

### Sztuka ludowa

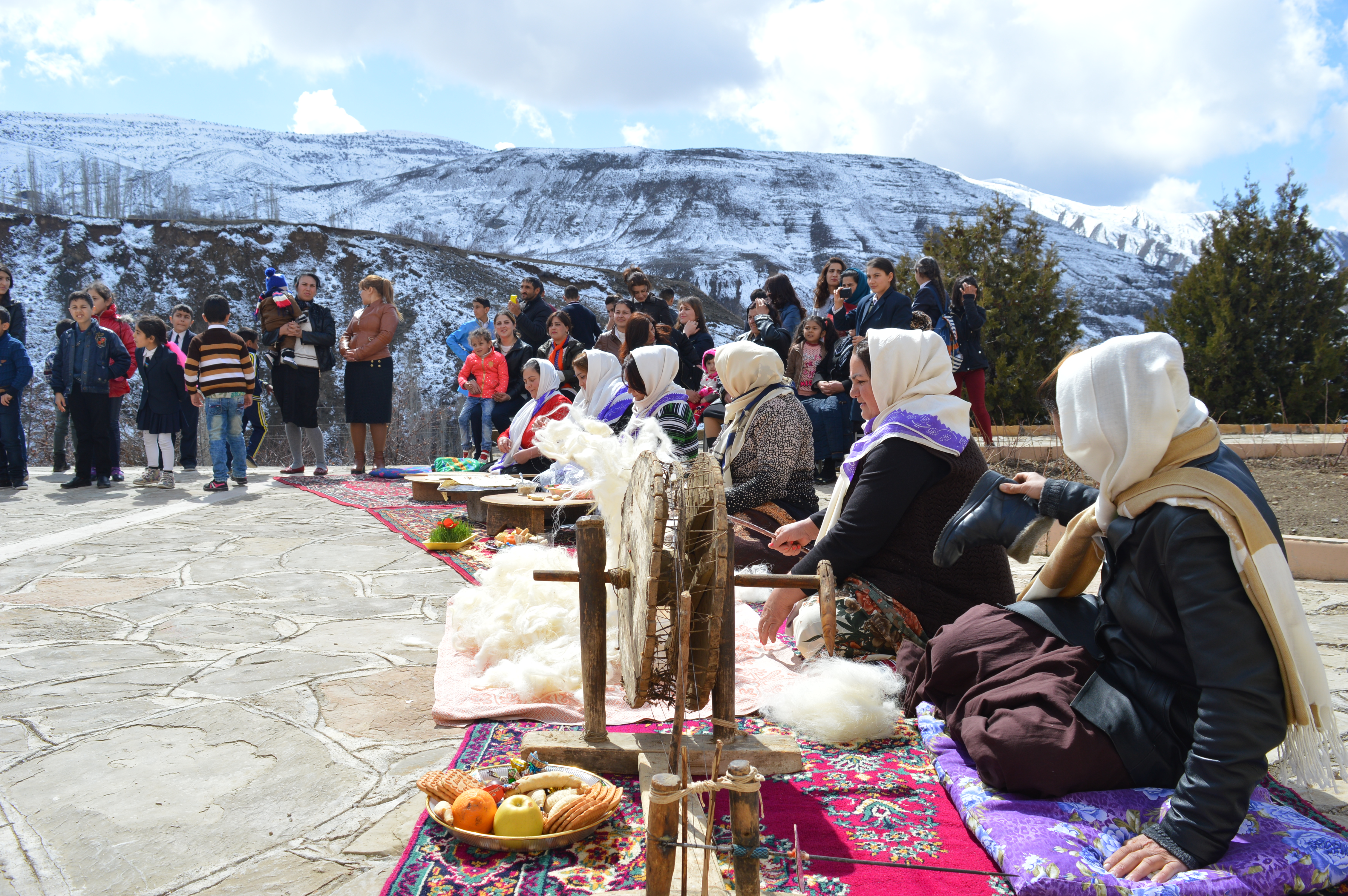
Obchody noworoczne w Nachiczewanie

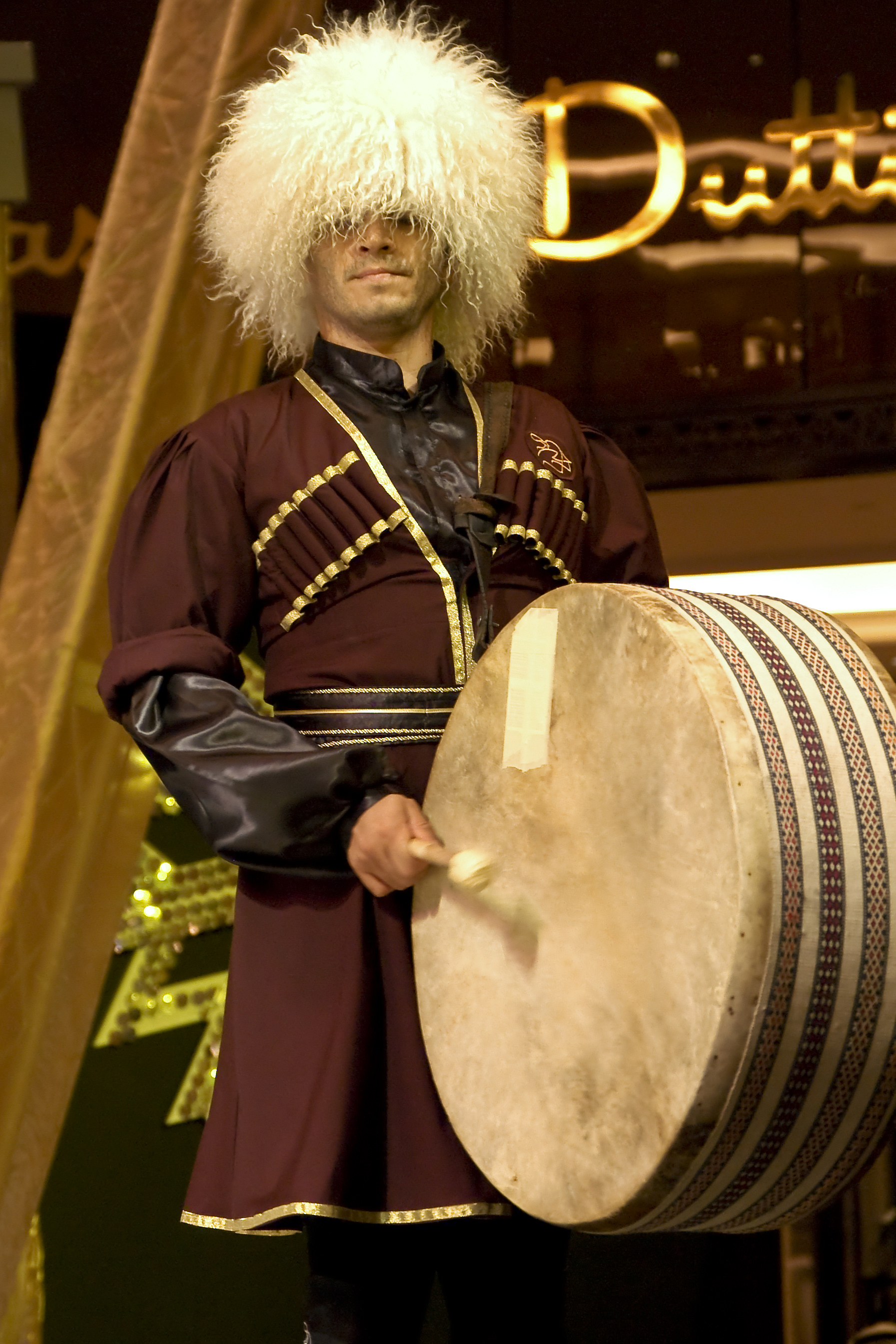
Tradycyjna odzież azerbejdżańska i instrumenty muzyczne

Azerbejdżanie mają bogatą i charakterystyczną kulturę, której główną częścią jest sztuka dekoracyjna i użytkowa. Ta forma sztuki jest reprezentowana przez szeroką gamę wyrobów rękodzielniczych, takich jak gonitwa, jubiler, grawerowanie w metalu, rzeźbienie w drewnie, kamieniu i kości, produkcja dywanów, lasery, tkanie wzorów i drukowanie, dzianie i haftowanie. Każdy z tych rodzajów sztuki dekoracyjnej, dowód istnienia narodu azerbejdżańskiego, jest tutaj bardzo widoczny. Wiele interesujących faktów dotyczących rozwoju sztuki i rzemiosła w Azerbejdżanie zostało zgłoszonych przez licznych kupców, podróżników i dyplomatów, którzy odwiedzali te miejsca w różnym czasie.
Dywan azerbejdżański to tradycyjna ręcznie robiona tkanina o różnych rozmiarach, o gęstej teksturze i powierzchni stosu lub bez stosu, której wzory są charakterystyczne dla wielu regionów produkcji dywanów Azerbejdżanu. W listopadzie 2010 r. dywan z Azerbejdżanu został uznany przez UNESCO za arcydzieło niematerialnego dziedzictwa.

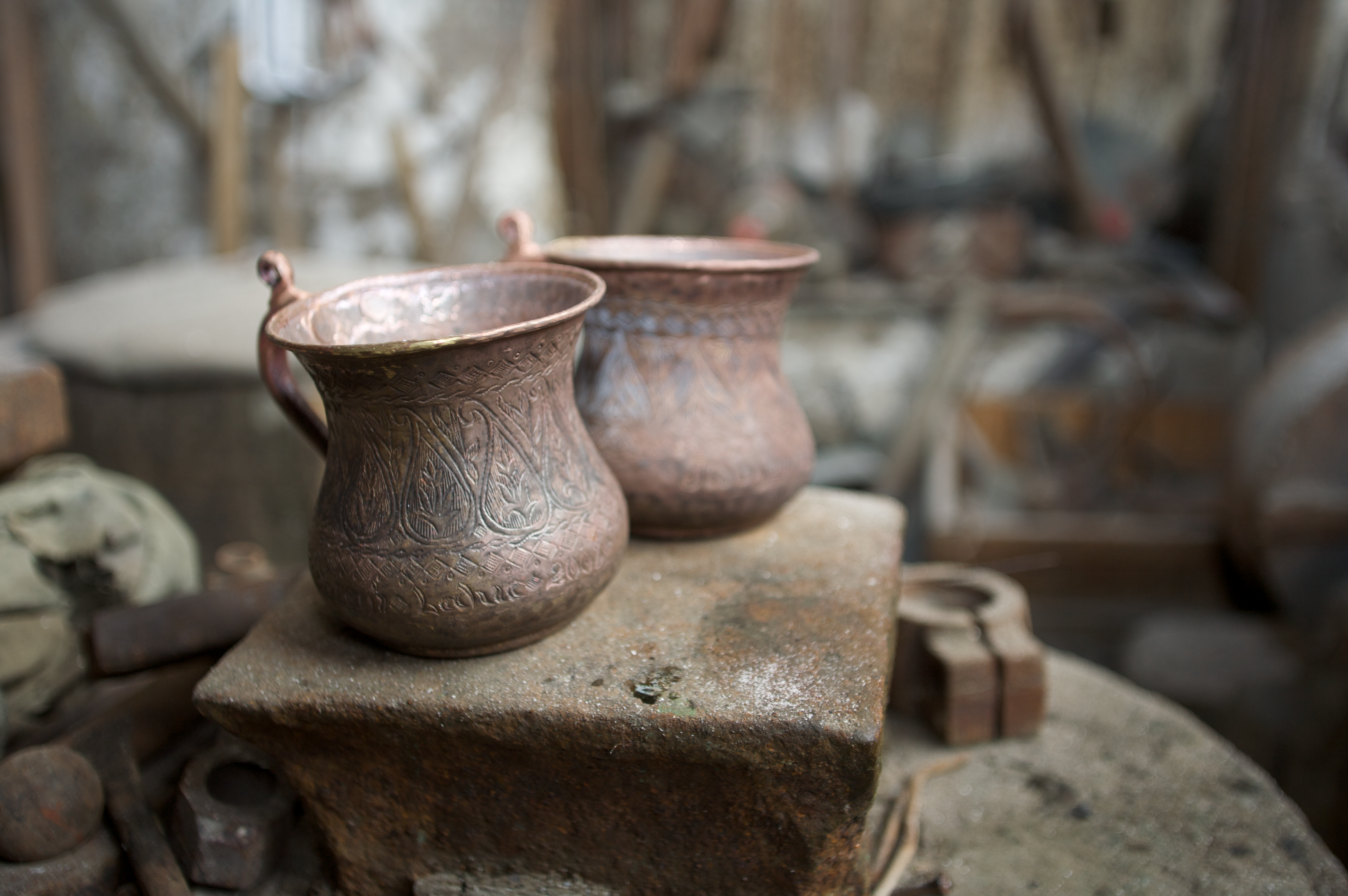
Miedziane rękodzieło w Lahıc

Azerbejdżan od czasów starożytnych znany jest jako centrum wielu różnych rzemiosł. Archeologiczne wykopaliska na terytorium Azerbejdżanu świadczą o dobrze rozwiniętym rolnictwie, hodowli zwierząt, obróbce metali, ceramice, ceramice i tkaniu dywanów, które sięgają aż do drugiego tysiąclecia p.n.e. Miejsca archeologiczne w Dashbulaq, Hasansu, Zayamchai i Tovuzchai odkryte w trakcie budowy rurociągu BTC ujawniły wczesne artefakty z epoki żelaza.
Dywany azerbejdżańskie można podzielić na kilka dużych grup i wiele podgrup. Badania naukowe dywanu azerbejdżańskiego związane są z nazwą Latif Kerimov, wybitnego naukowca i artysty. To jego klasyfikacja powiązała cztery duże grupy dywanów z czterema strefami geograficznymi Azerbejdżanu, Guby-Szirwanu, Ganji-Kazachstanu, Karabachu i Tabriz.

## Święta państwowe

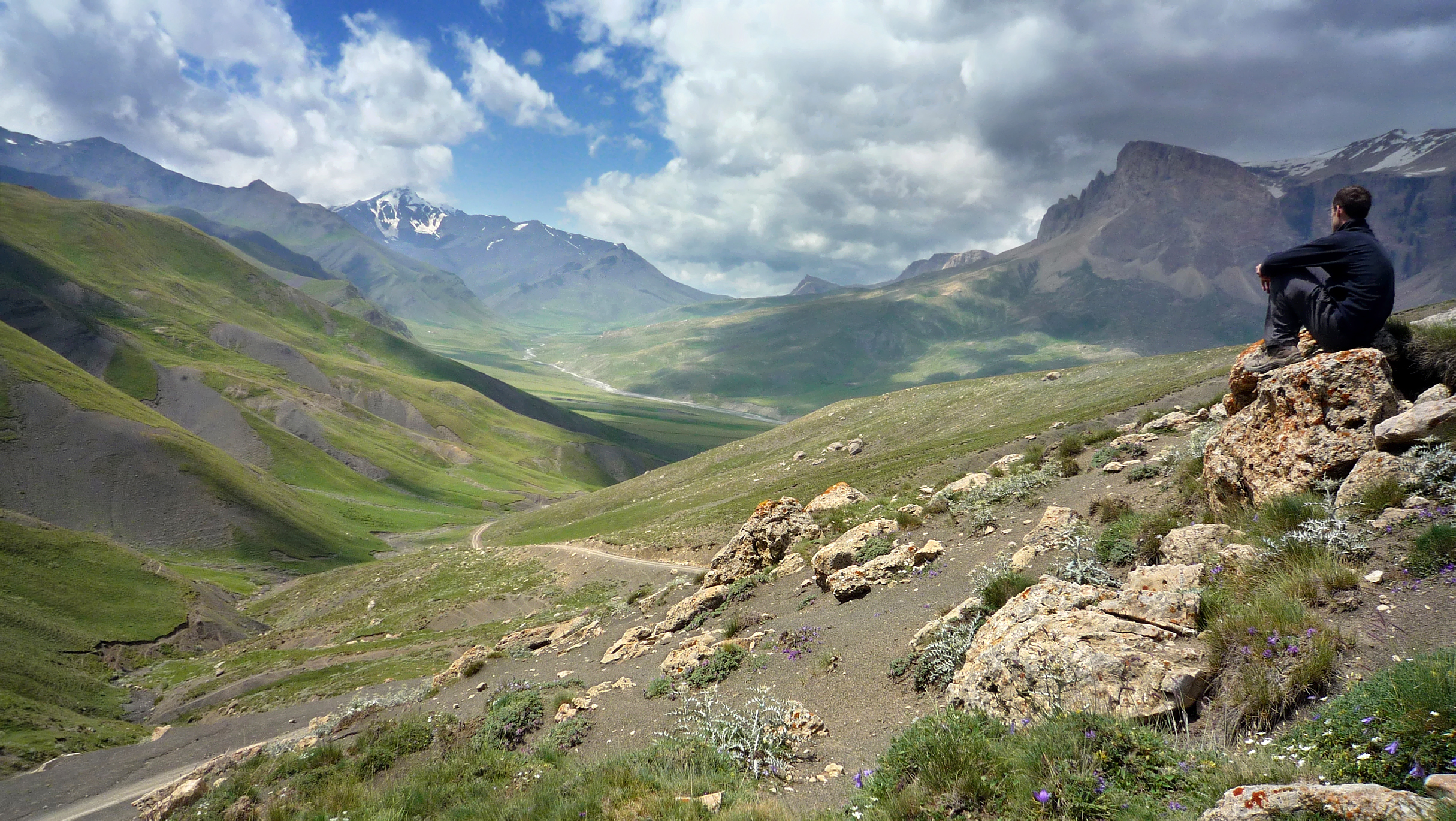
Góry w Azerbejdżanie

| Data            | Polska nazwa                     | Oryginalna nazwa                             |
| --------------- | -------------------------------- | -------------------------------------------- |
| 1 stycznia      | Nowy Rok                         | Yeni il                                      |
| 20 stycznia     | Dzień Męczenników                | Şəhidlər günü                                |
| 8 marca         | Dzień Kobiet                     | Qadınlar günü                                |
| 20–21 marca     | Święto Wiosny                    | Novruz bayramı                               |
| 9 maja          | Dzień Zwycięstwa nad Faszyzmem   | Faşizm üzərində qələbə                       |
| 28 maja         | Dzień Republiki                  | Respublika günü                              |
| 15 czerwca      | Dzień Ocalenia Narodowego        | Milli qurtuluş günü                          |
| 26 czerwca      | Dzień Wojska                     | Silahlı qüvvələr günü                        |
| 18 października | Dzień Niepodległości             | Milli müstəqillik günü                       |
| 12 listopada    | Dzień Konstytucji                | Konstitusiya günü                            |
| 17 listopada    | Dzień Odrodzenia Narodowego      | Milli dirçəliş günü                          |
| 31 grudnia      | Dzień Jedności Azerów na Świecie | Ümumdünya azərbaycanlılarının həmrəylik günü |

## Przyroda i jej ochrona
Przyroda Azerbejdżanu jest bogata i obejmuje bardzo zróżnicowane ekosystemy – od wysokogórskich po stepowe i półpustynne. Flora Azerbejdżanu liczy 4500 gatunków roślin naczyniowych, w tym 240 gatunków endemicznych lub reliktowych. Fauna liczy 107 gatunków ssaków, 394 gatunki ptaków, 54 gatunki gadów, 9 płazów, ok. 100 gatunków ryb. 10,1% terytorium zajmują obszary chronione: 2 obszary konwencji ramsarskiej, 9 parków narodowych, 11 państwowych rezerwatów przyrody i 24 rezerwaty (sanktuaria przyrody).